# Bochnia
Bochnia (niem. Salzberg) – miasto w południowej Polsce, w województwie małopolskim, siedziba powiatu bocheńskiego, położone nad rzeką Rabą, w dolinie potoku Babica, na granicy Kotliny Sandomierskiej i Pogórza Karpackiego (ściślej: Podgórze Bocheńskie).
Miasto liczy 28 441 mieszkańców (stan na 1 stycznia 2024 r.). Leży w historycznej ziemi krakowskiej w Małopolsce.

## Toponimia
W źródłach pojawiają się nazwy: Sal de Bochegna 1198, Bocheno ok. 1234, Bochnya 1242, Bohcna 1273, Bochnya 1470-80, de Bochen 1504, Bochnia 1581, Bochnia 1880, – nazwa zapewne od starszego Bochynia (jak Bocheń – pierwotnie Bochnya 1396, Bochyn, Bochna 1375, Bochna 1396, Bochynia 1463). Zmiana Bochynia w Bochnia nastąpiła w wyniku ściągnięcia fonetycznego. Nazwa pochodzi od ps. rdzenia *boch z sufiksem -ynia. Rdzeń *boch- || *bech- występuje w nazwach geograficznych, zwłaszcza wodnych (Bochotnica, Bachotek, Bachot, czeska rzeka Bechyně, słoweńska rzeka Bocha), zapewne oznaczała pierwotnie „zagłębienie moczarowate”.

## Historia

### Średniowiecze

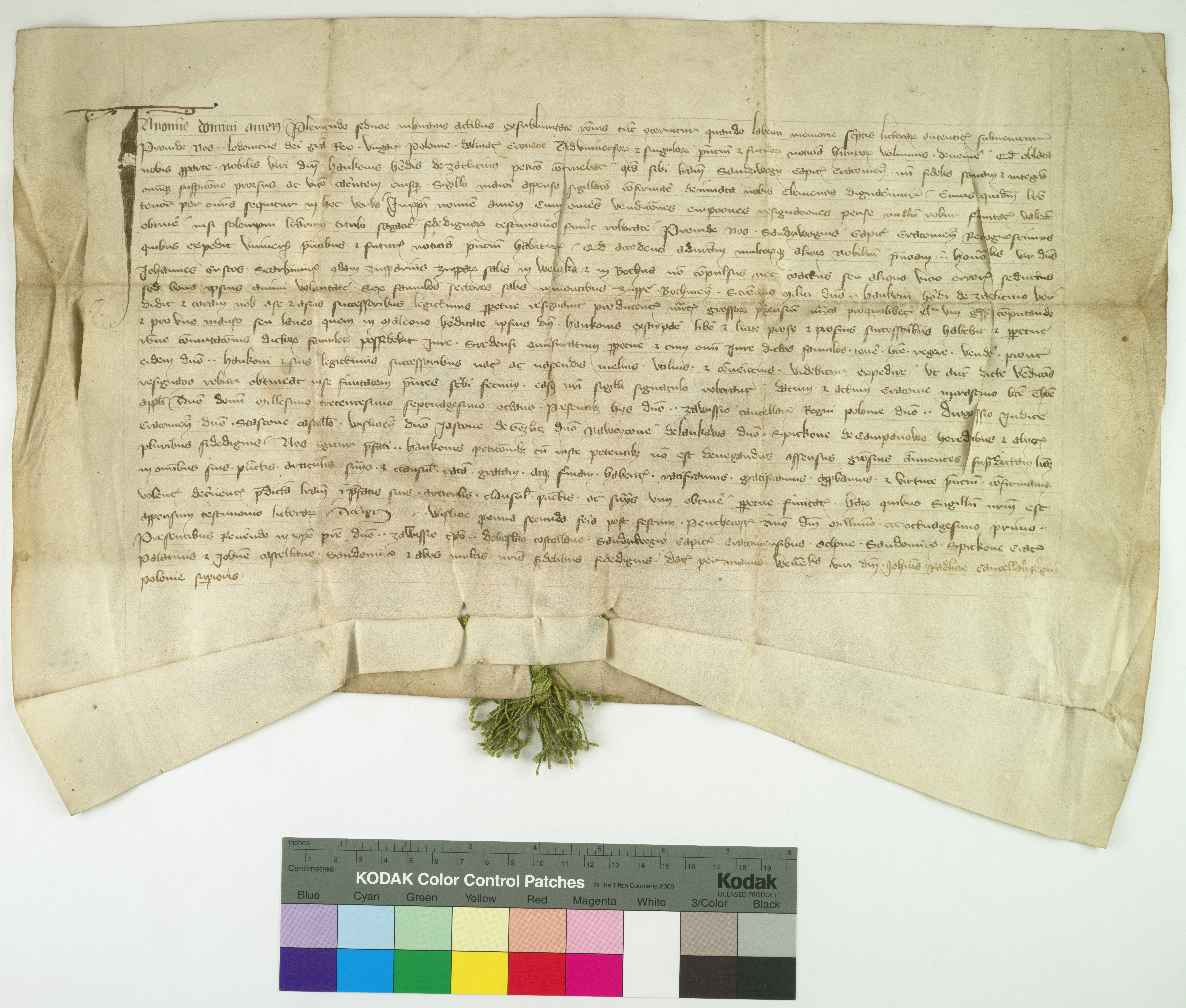
Dokument z 1381 roku regulujący sprawy żup bocheńskich

Bochnia należy do najstarszych miast Małopolski. Pierwsza wzmianka w źródłach pisanych pochodzi z 1198 – Patriarcha Jerozolimy Aymar w piśmie potwierdził darowanie przez rycerza Mikora Gryfitę soli z Bochni klasztorowi Bożogrobców w Miechowie. Była to sól warzona, uzyskiwana z okolicznych źródeł solankowych.
Odkrycie soli kamiennej w 1248 i powstanie Żupy bocheńskiej, doprowadziły 27 lutego 1253 do nadania Bochni praw miejskich przez Bolesława Wstydliwego. Miasto lokowano na prawie magdeburskim z przywilejami, jakie w owym czasie posiadał Wrocław. Osadę nazwano Bochnią. W dokumencie lokacyjnym wymieniono także niemiecką nazwę – Saltzberg, czyli Solna Góra („góra” to ówczesna nazwa kopalni, która obowiązywała do XVIII wieku – stąd też nazwa zawodu górnika). Znaczną część mieszkańców ówczesnej Bochni stanowili bowiem niemieckojęzyczni osadnicy ze Śląska. Oryginał aktu lokacyjnego zaginął.
Z Bochnią wiąże się legenda o pierścieniu świętej Kingi. Gdy książę krakowski i sandomierski Bolesław poprosił króla Węgier Belę o rękę jego córki, Kunegundy, świątobliwa królewna, gardząc dobrami doczesnymi tego świata zwróciła się do swego ojca, aby w wianie nie dawano jej złota i kosztowności, ale kopalnię soli, którą chciała podarować swej przyszłej ojczyźnie. Król Węgier uposażył więc córkę najbogatszą kopalnią soli Siedmiogrodu – Praid w Marmaroszu. Kinga, biorąc ją w posiadanie, wrzuciła do szybu swój zaręczynowy pierścień, zaś w drogę do kraju swego zabrała doświadczonych górników węgierskich. W Polsce kazała im szukać soli. Gdy ją znaleźli w Bochni to, jak pisał ksiądz Piotr Skarga, „W pierwszym bałwanie (bryle) soli, który wykopano, pierścień się on jej znalazł, który ujrzawszy Kunegunda i poznawszy, dziękowała Panu Bogu, który dziwy czyni tym, którzy Go miłują”.
Rozwój gospodarczy miasta sprzyjał wzrostowi osadnictwa, powstawaniu urzędów, rozwoju handlu (Bochnia leżała na przecięciu się szlaków handlowych – z Europy Zachodniej na Ruś i dalej do Azji Mniejszej oraz z Węgier nad Morze Bałtyckie).
W XIV wieku nastąpił dalszy wzrost, głównie za sprawą króla Kazimierza Wielkiego. Za jego czasów powstały: ratusz, umocnienia obronne z basztami i czterema bramami, szpital-przytułek dla górników oraz rozpoczęto budowę okazałego kościoła pod wezwaniem św. Mikołaja. Kazimierz Wielki pozyskał również nowe rynki zbytu dla bocheńskiej soli. Przedstawiciele Bochni wchodzili w skład Sądu Sześciu Miast – najwyższego sądu (III instancji) Królestwa Polskiego w latach 1356-1725. W uznaniu zasług Kazimierza Wielkiego dla Bochni w 1870 radni miejscy, z inspiracji Jana Matejki, podjęli uchwałę: „Na głównym rynku Bochni wystawiony ma być pomnik na cześć Króla Polskiego JMĆ Kazimierza III Wielkiego, któren był ojcem i wielkim dobrodziejem miasta Bochni”. Pomnik, w formie kolumny autorstwa Walerego Gadomskiego, stoi na rynku bocheńskim.
Od XV wieku działała w Bochni szkoła miejska. W 1623 założono klasztor bernardynów. W tym czasie miasto słynęło z cudownego obrazu maryjnego w kościele dominikanów, do którego przybywało wielu pątników z Małopolski, Śląska, Spiszu i Orawy.

### XVI–XIX wiek

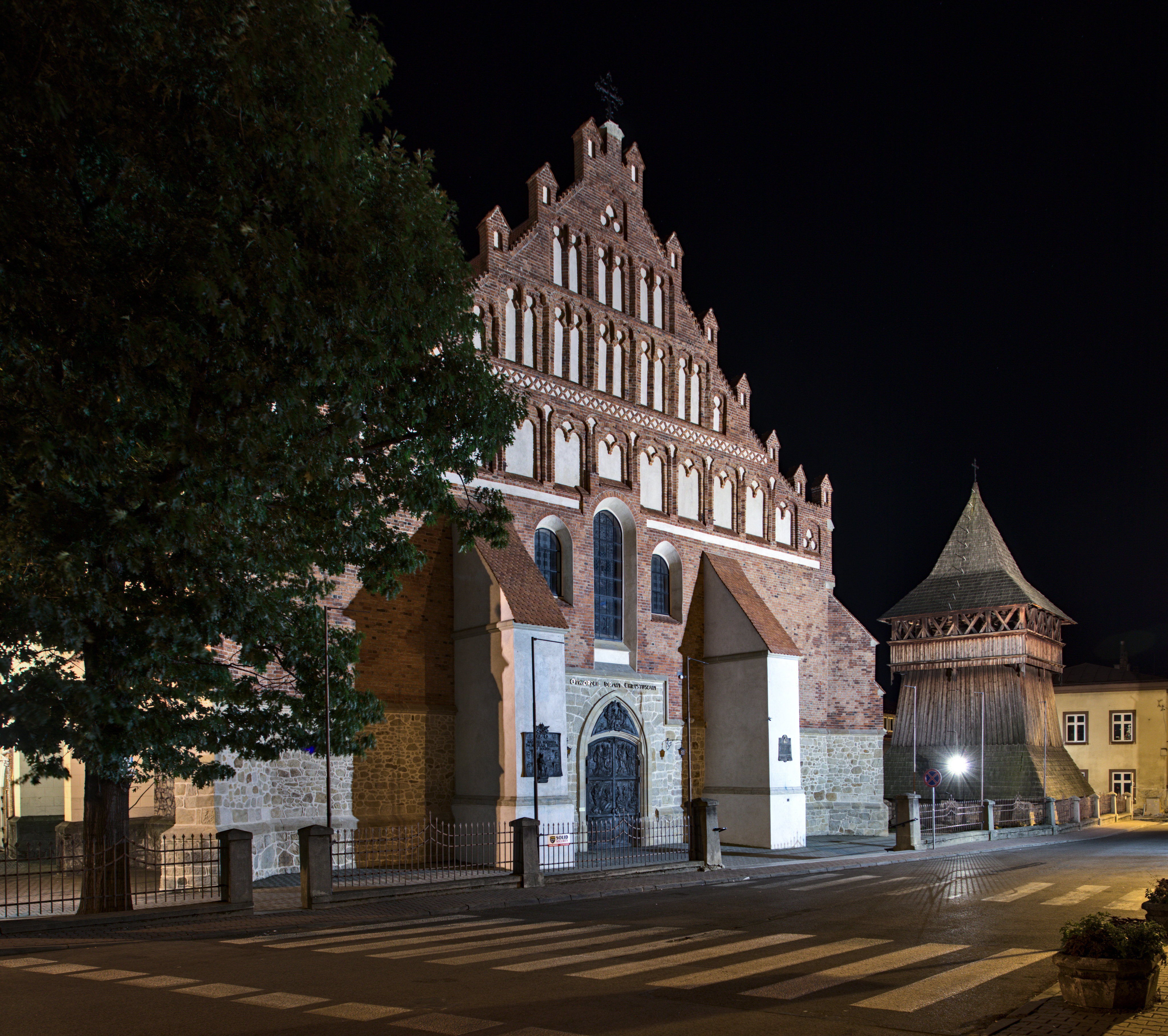
Bazylika kolegiacka św. Mikołaja z drewnianą dzwonnicą nocą

W drugiej połowie XVI wieku rozpoczął się zmierzch świetności miasta. Rabunkowa gospodarka złóż solnych, a także pożar w 1561 doprowadziły do powolnego upadku miasta. Pewna poprawa nastąpiła w okresie administrowania kopalnią przez rodzinę Wielopolskich.
W XVII wieku Bochnia – podobnie jak większość miast polskich – doznała szeregu klęsk. Wielka epidemia morowego powietrza, potop szwedzki, pożogi i zniszczenia urządzeń górniczych.
W XVIII wieku postępował upadek miasta. Dotknęły je dwa pożary – w 1709 i 1751. Podczas wojny północnej, w 1702 miasto i okolice były terenem starć Augusta II Mocnego z Karolem XII, popierającym Stanisława Leszczyńskiego. W 1768 miasto zajęły oddziały konfederacji barskiej, a w 1772 wojska rosyjskie, by w końcu w wyniku I rozbioru trafić pod okupację austriacką. Bochnia znalazła się w Galicji. Nowa administracja zlikwidowała obydwa klasztory, rozebrano resztki obwarowań i ratusz. W 1783 utworzono jednostkę administracji – cyrkuł bocheński, który (po znacznym okrojeniu) stał się w 1867 podstawą do utworzenia powiatu bocheńskiego.

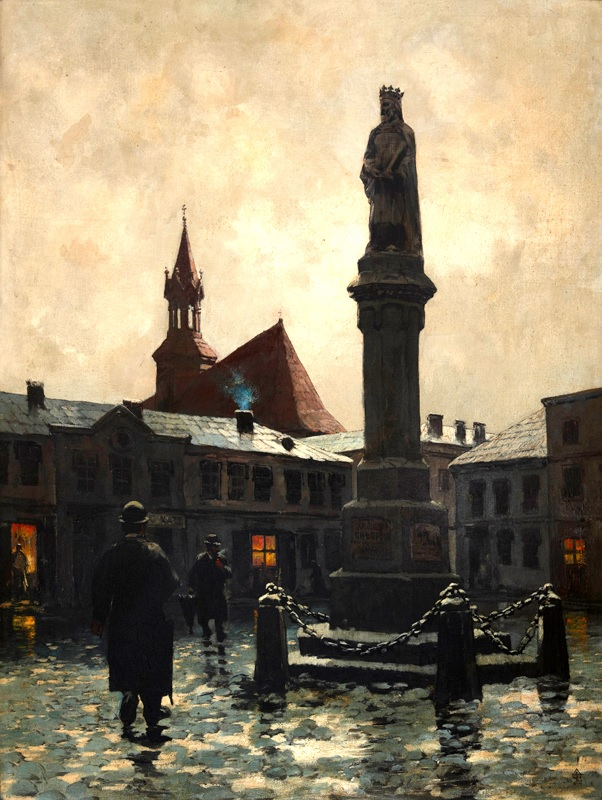
Rynek w Bochni w nocy na obrazie Ludwika Stasiaka, 1896 r.

Przez cały XIX wiek cyrkuł bocheński był terenem licznych działań przeciw zaborcy. W nim zbiegały się nici spisków z lat 30. i 40. XIX w. W 1846 doszło do rzezi galicyjskiej, masowych wystąpień chłopów przeciw szlachcie oraz urzędnikom dworskim i rządowym, a niekiedy i księżom. Bochnianie brali też udział w powstaniach listopadowym i styczniowym.

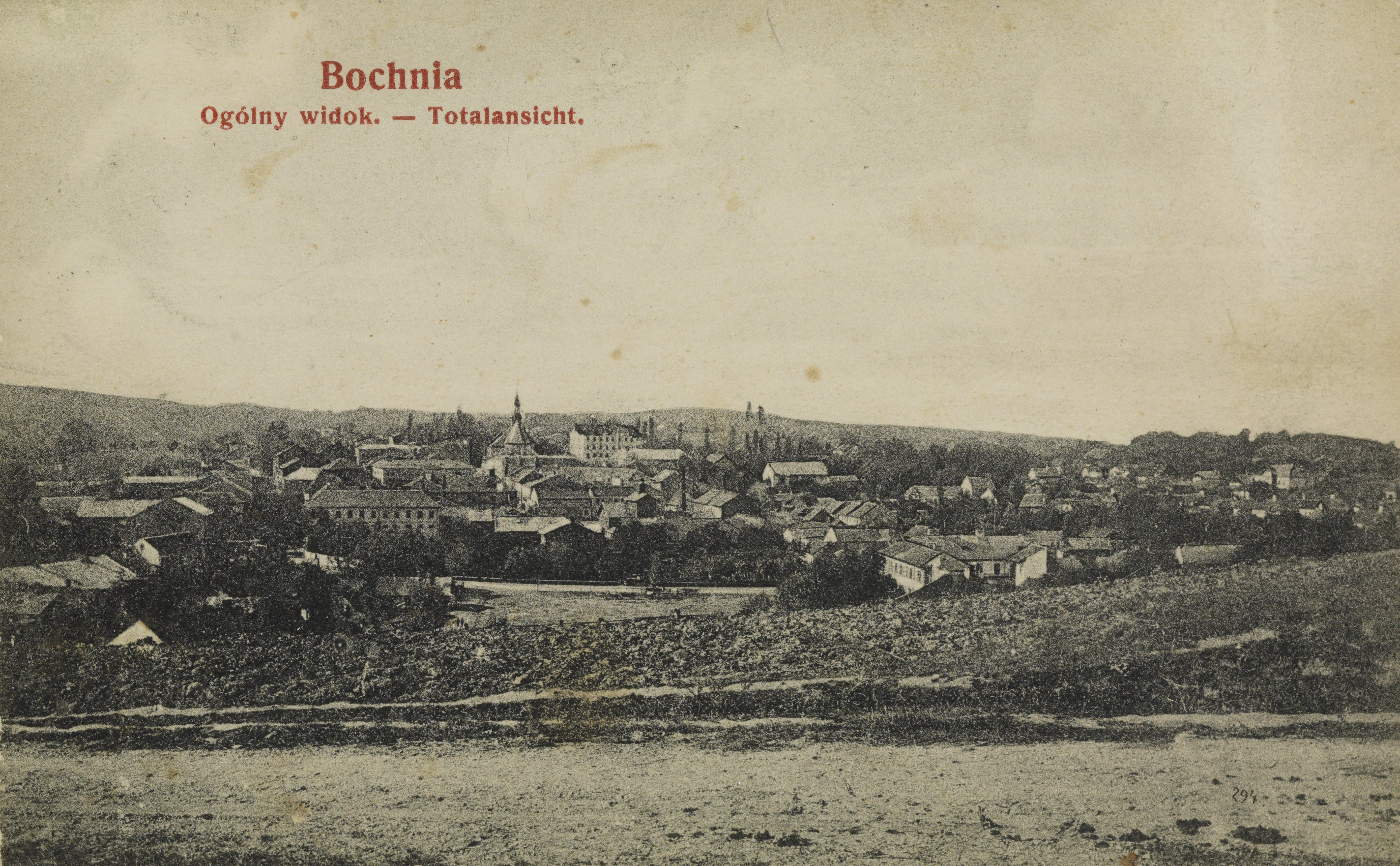
Bochnia około 1906 r.

Po okresie klęsk miasto powoli się odradzało. W 1817 powstało Gimnazjum Bocheńskie założone przez ks. Piusa Riegera. W latach 1822–1826 Bochnia była siedzibą biskupstwa tynieckiego. Działało także seminarium duchowne. Jednak prawdziwe odrodzenie miasta miało miejsce u schyłku XIX w., gdy do Bochni sprowadzali się osadnicy, oraz gdy do miasta włączono obszary podmiejskie oraz kilka okolicznych wsi. Jednym z najważniejszych wydarzeń sprzyjających rozwojowi miasta było wybudowanie w 1856 linii kolejowej łączącej Kraków z Dębicą, a w późniejszym okresie także z Rzeszowem, Przemyślem i Lwowem. W 1886 założono w Bochni pierwszą bibliotekę publiczną.
Według austriackiego spisu ludności z 1900 w 1090 budynkach w Bochni na obszarze 1104 hektarów mieszkało 10 071 osób, z czego 8018 (79,6%) było katolikami, 1926 (19,1%) wyznawcami judaizmu, 62 (0,6%) grekokatolikami, a 65 (0,6%) innej religii lub wyznania, 9819 (97,5%) było polsko-, 159 (1,6%) niemiecko-, 18 (0,2%) rusko-, a 23 (0,2%) innojęzycznymi.

### 1901–1939

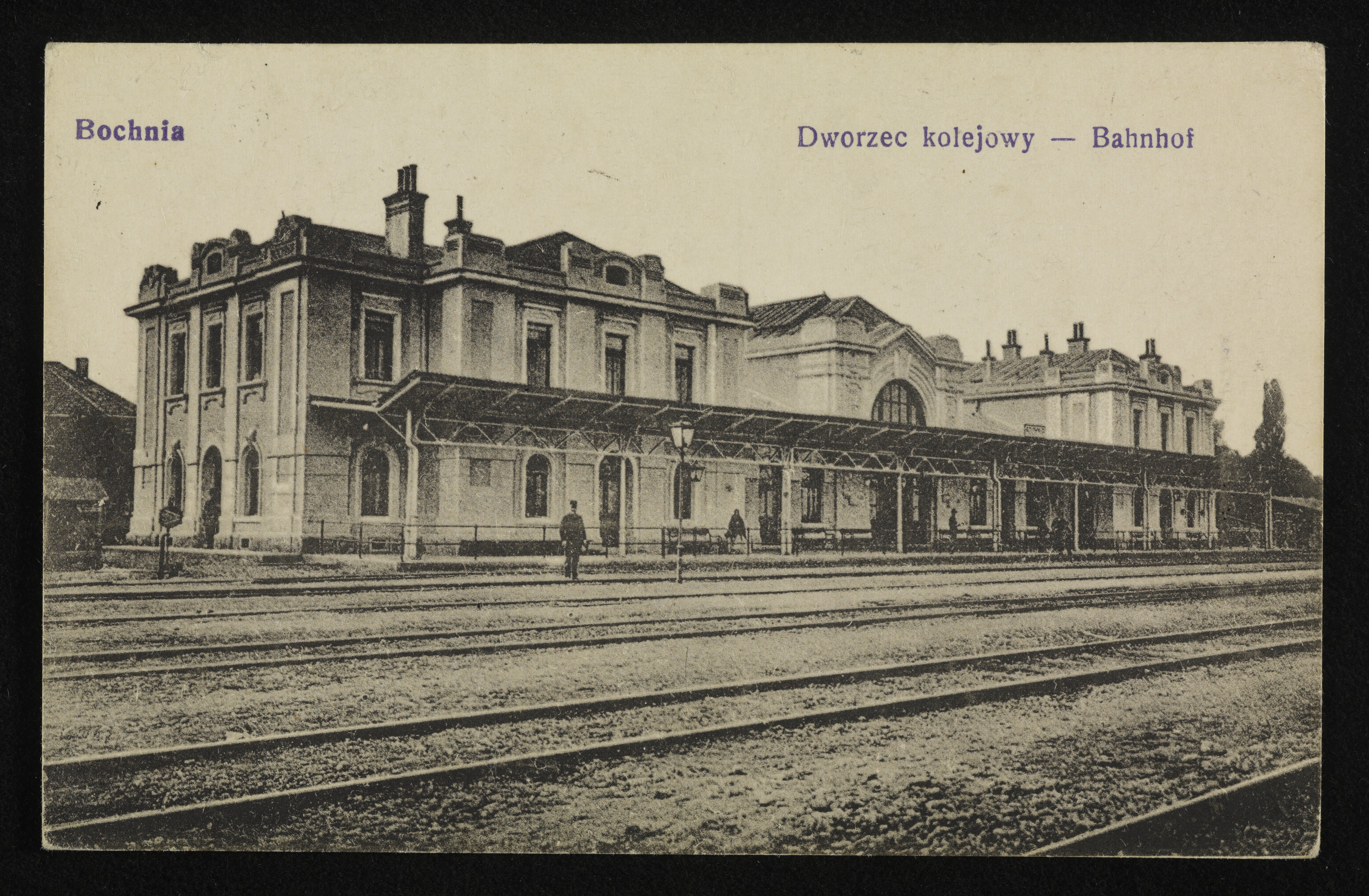
Dworzec kolejowy w 1918 r.

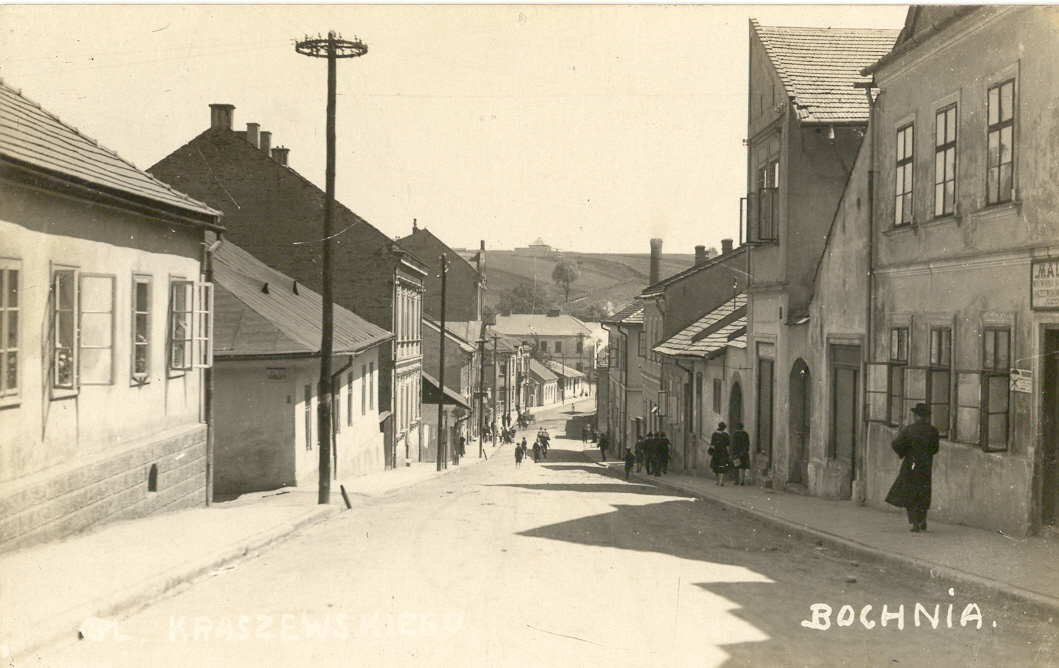
Bochnia XX-lecie międzywojenne

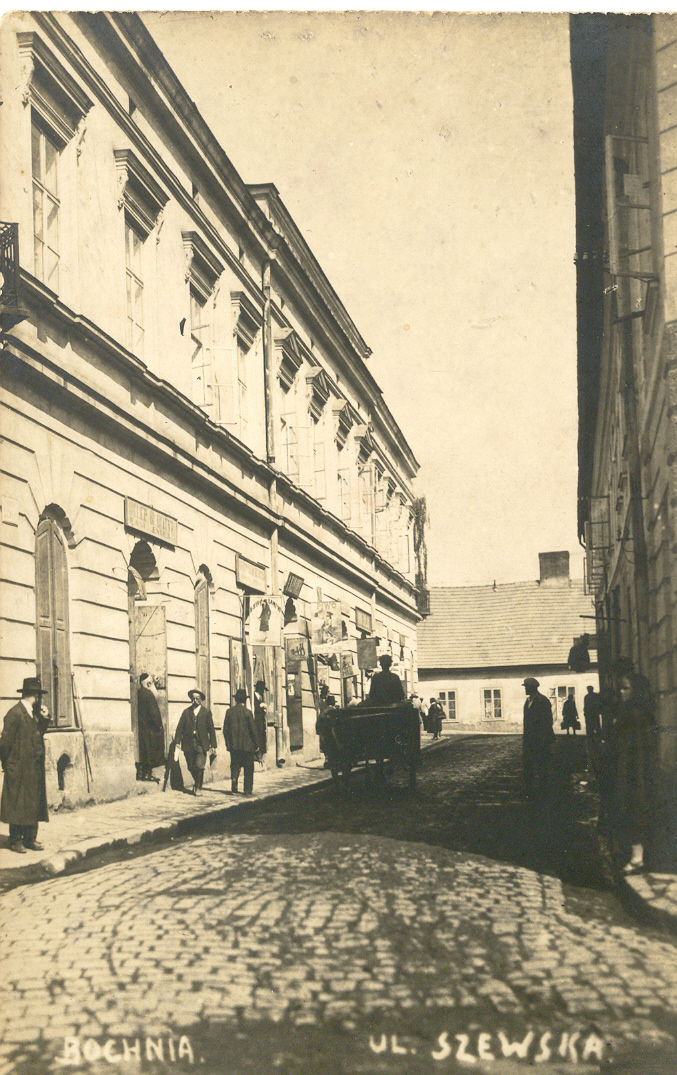
Bochnia ul. Szewska

Na początku XX wieku wybudowano wodociąg, a w 1913 powstało pierwsze stałe kino. Mimo unowocześnienia doszło do spadku znaczenia kopalni spowodowanego rozwojem kopalń wschodniogalicyjskich.
Okres wojen światowych był czasem walki mieszkańców miasta o wyzwolenie i w obronie Rzeczypospolitej. Podczas I wojny światowej Bochnia znalazła się w obszarze zmagań Austro-Węgier z Imperium Rosyjskim, a podczas drugiej – nazistowskiej III Rzeszy z sowiecką Rosją.
31 października 1918 major Jerzy Dobrodzicki rozpoczął formowanie w Bochni pułku piechoty, na bazie batalionu zapasowego austriackiego 32 Pułku Obrony Krajowej. Następnie oddział ten został przemianowany na 2 Pułk Strzelców Podhalańskich.
W grudniu 1918 z inicjatywy porucznika Ludwika Piątkowskiego powstał 15 Pułk Piechoty „Wilków”. Sztandar ufundowany przez mieszkańców Bochni wręczył pułkowi dowódca 9. dywizji piechoty pułkownik Ryszard Trojanowski 6 sierpnia 1921 w Chołrzowie koło Mołodeczna. Na sztandarze widnieją order Virtuti Militari, herb Bochni i wizerunek św. Kingi, patronki bocheńskiej kopalni soli. Na odznace pułkowej umieszczono zgodnie z przybraną nazwą cztery wilcze głowy.
15 sierpnia 1930, w dziesiątą rocznicę zwycięstwa nad bolszewikami, starostwo Bocheńskie odsłoniło na budynku Muzeum im. prof. Stanisława Fischera w Bochni tablicę pamiątkową.
3 maja 1935 Bochnianie ufundowali Pomnik Czynu Legionowego projektu Franciszka Maczyńskiego przy ul. Orackiej i ul. Regis w Bochni. Napis na pomniku: „Poległym Za Wolność 1914–1920”. Na czterech tablicach widnieje 260 nazwisk poległych w walkach o niepodległość 1914–1920. 53 z nich poległo w Legionach.
W 1924 Szwadron Zapasowy 3 Pułku Ułanów Śląskich został dyslokowany z Warszawy do Bochni. Stacjonował w mieście do rozpoczęcia kampanii wrześniowej w 1939.
W pierwszej połowie 1936 roku dochodzi do ekscesów o podłożu antysemickim.

### II wojna światowa
6 i 7 września 1939 w obronie miasta walczyły 10 Brygada Kawalerii, 21 Dywizja Piechoty Górskiej oraz 1 Brygada Górska.

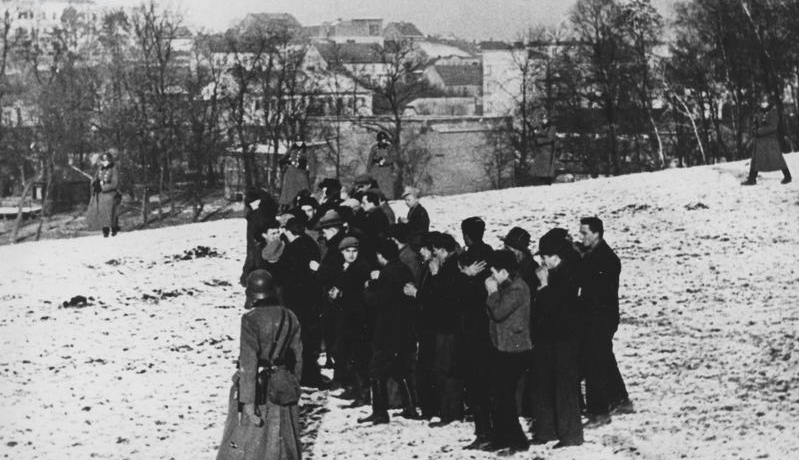
Polacy czekający na egzekucję (Zbrodnia w Bochni dokonana przez Niemców podczas II wojny światowej na wzgórzu Uzbornia 18 grudnia 1939 r.)

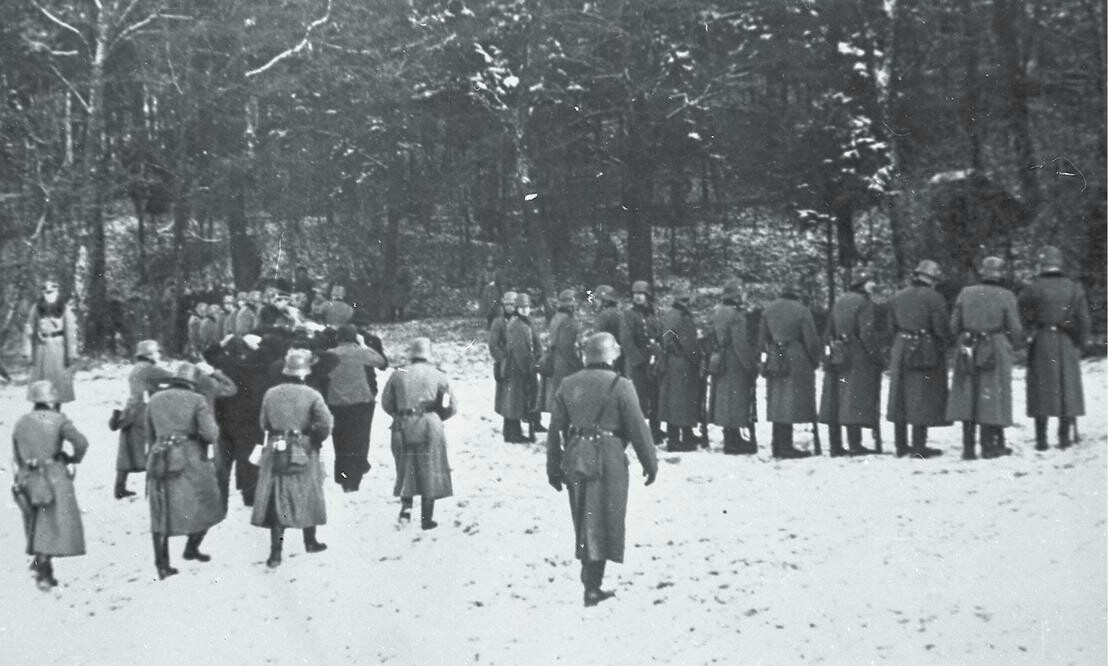
Pluton egzekucyjny

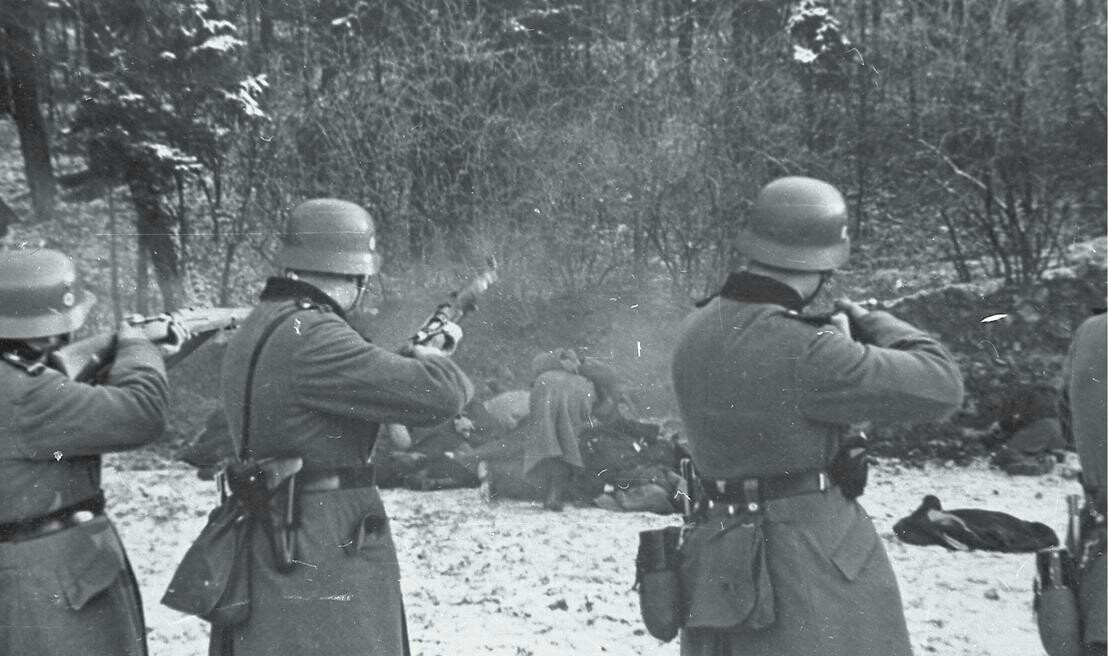
Egzekucja

W 1939 w Bochni dokonano jednej z pierwszych masowych egzekucji w okupowanej przez III Rzeszę Polsce. Niemcy rozstrzelali wówczas 52 osoby w odwecie za zabicie dwóch policjantów niemieckich.
Trwające przez kilka dni w rejonie Bochni walki w czasie kampanii wrześniowej 1939 r. miały bardzo zacięty przebieg. Wojskom polskim Grupy Operacyjnej „Boruta” gen. Spiechowicza i podporządkowanej mu brygadzie pancerno-motorowej gen. Maczka, stanowiącym południowe skrzydło armii „Kraków”, groziło na terenach powiatów bocheńskiego i brzeskiego okrążenie i zniszczenie przez Niemców. 5 września południowe skrzydło wojsk polskich zostało zepchnięte na Łapanów. Następnego dnia wojska polskie naciskane mocno przez Niemców m.in. pod Bochnią i Wiśniczem Nowym dotarły do linii Brzesko – Wiśnicz Nowy – Bochnia – Niepołomice i były już od południowego wschodu okrążone przez jednostki niemieckie. Grupie Operacyjnej „Boruta” udało się jednak powstrzymać Niemców w tym rejonie i odskoczyć do rejonu Żabno – Radłowa – Wał Rudy, gdzie stoczyła krwawe walki przy przeprawie przez most na Dunajcu pod Biskupicami. Ostatnią większą walkę w bocheńskim stoczono w Puszczy Niepołomickiej 9 września 1939 r. Żołnierze polscy z V batalionu strzelców podhalańskich, zaskoczeni przez Niemców w czasie snu, bronili się bohatersko, lecz musieli ulec przewadze nieprzyjaciela. Poległo wówczas 60 Polaków i 20 Niemców. Miejscowi chłopi pochowali poległych na miejscu walki w pobliżu Poszyny.
Wkrótce po zajęciu powiatu Niemcy rozpoczęli prześladowania miejscowej ludności. Na terenie parku Uzbornia w Bochni Niemcy 18 grudnia 1939 r. rozstrzelali 52 Polaków w odwecie za napad na posterunek policji niemieckiej, dokonany przez członków organizacji konspiracyjnej Orzeł Biały. Niemcy zastosowali wówczas po raz pierwszy zasadę zbiorowej odpowiedzialności za wystąpienia ludności polskiej przeciwko administracji okupanta.
Ludność żydowską z powiatu bocheńskiego wymordowano częściowo w Oświęcimiu, a częściowo w Kozich Górkach, gdzie spoczywa ok. 2 tysiące Polaków i Żydów.
Społeczeństwo powiatu bocheńskiego nie pozostało bierne wobec terroru niemieckiego. Silny w okresie przedwojennym w powiecie bocheńskim ruch ludowy sprzyjał zorganizowaniu Batalionów Chłopskich, na czele których stanął Władysław Ryncarz. Przeprowadziły one szereg akcji zbrojnych.
Bochnia stanowiła odrębny podokręg PPR wchodzący w skład okręgu Podhale obwodu krakowskiego. Czołowymi działaczami PPR i GL na tym terenie byli m.in. Józef Półgroszek, Zbigniew Kącki, Stanisław Smajda. Jedną z pierwszych akcji GL na terenie powiatu bocheńskiego było wykolejenie 3 niemieckich pociągów wojskowych na odcinku Bochnia – Rzezawa w nocy z 25 na 26 lutego 1943 r. Zniszczono wówczas 2 parowozy i 26 wagonów, powodując 20-godzinną przerwę w ruchu kolejowym. Akcją kierowali Zbigniew Kącki, Stanisław Smajda i Andrzej Wiecha. Przez pewien czas działał w powiecie bocheńskim oddział GL im. Ludwika Waryńskiego. GL współpracowała blisko z BCh, których komendant powiatowy już w lutym 1943 r. oświadczył, że podległe mu oddziały nazywa „Gwardią Chłopską” wyrażając równocześnie zgodę na ich bojowe współdziałanie.
W czasie II wojny światowej w Bochni utworzono, a następnie w 1943 poddano likwidacji getto dla ludności pochodzenia żydowskiego.
Rotmistrz Witold Pilecki po ucieczce z obozu Auschwitz-Birkenau w kwietniu 1943 ukrywał się krótko w Bochni.
W 1944 został utworzony 12 Pułk Piechoty AK Ziemi Bocheńskiej, działający w strukturze Polskiego Państwa Podziemnego. W miejscowości Łapczyca został odsłonięty pomnik Żołnierzom 12 pp. ZWZ-AK Ziemi Bocheńskiej i ich dowódcy ppłk. Julianowi Więckowi „Topoli” walczącym za Ojczyznę w latach II wojny światowej.
Bochnia przygotowana została przez Niemców do obrony okrężnej, pomimo tych działań miasto zostało zdobyte 21 stycznia 1945 roku przez żołnierzy 106 Korpusu Strzeleckiego z 60 Armii i oddziały 38 Armii. Wojska te wchodziły w skład 1 i 4 Frontu Ukraińskiego Armii Czerwonej. W walkach w rejonie Bochni uczestniczyli również żołnierze z 15 Korpusu Strzeleckiego i 28 Korpusu Strzeleckiego. Na cmentarzu w Bochni pochowanych zostało 662 żołnierzy radzieckich poległych w walkach o miasto.

### Okres PRL

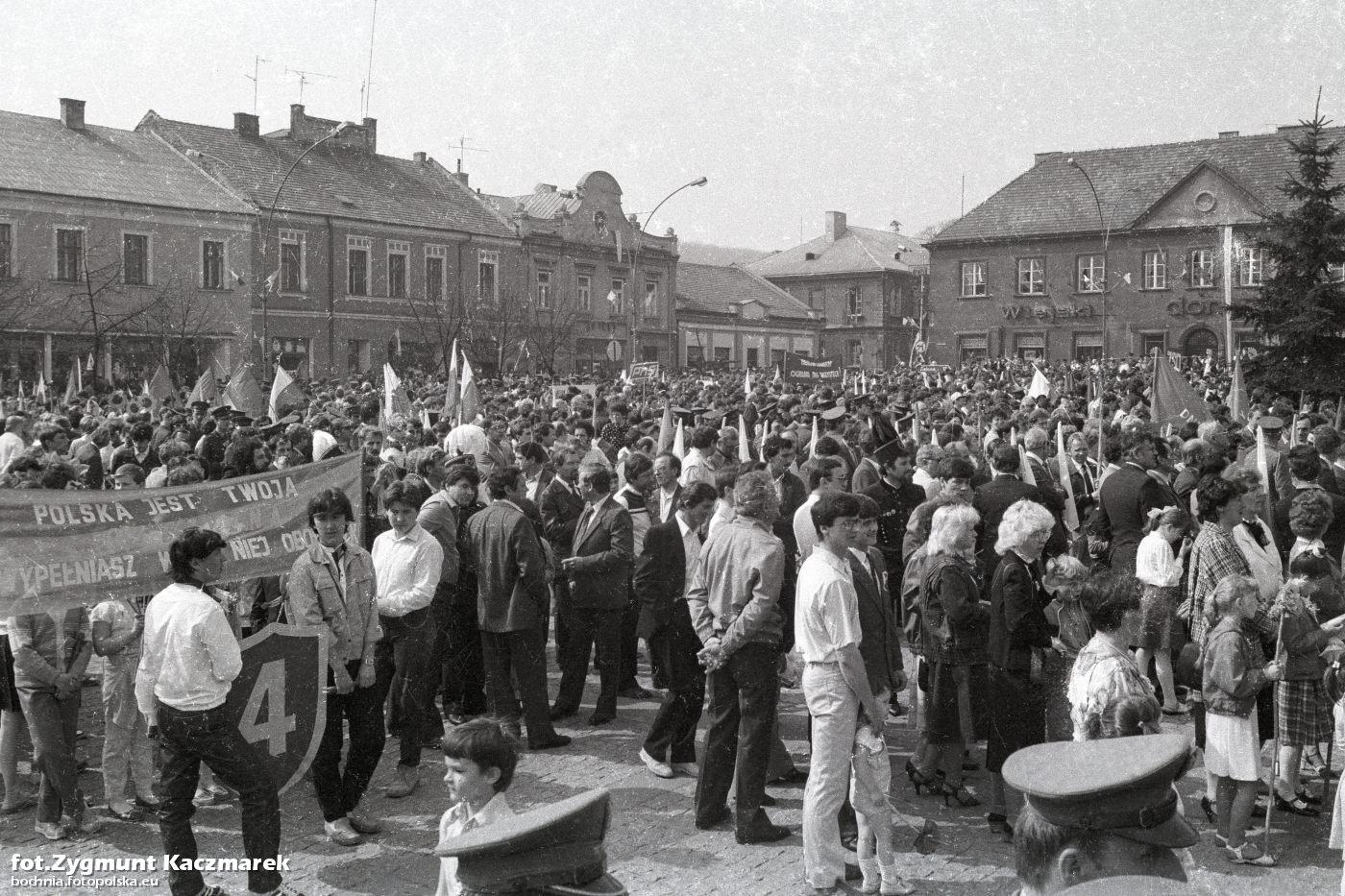
Obchody 1-Majowe w Bochni, lata 80. XX w.

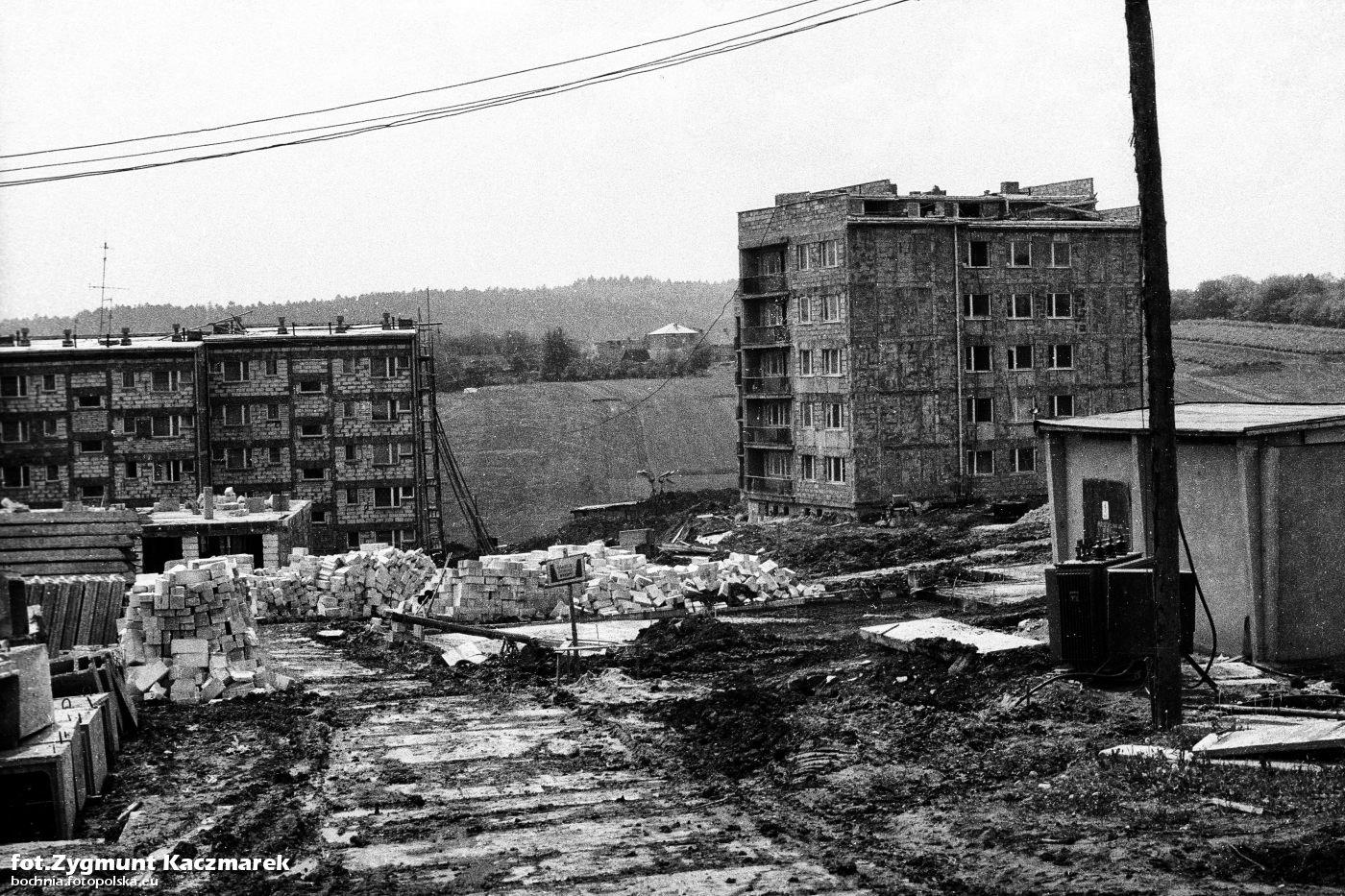
Budowa nowych bloków

Zrzeszenie Wolność i Niezawisłość w latach 1945–1956 walczyło przeciwko reżimowi komunistycznemu w Polsce. Jego trzon stanowili byli żołnierze Armii Krajowej. W Bochni pod kryptonimem „Spółdzielnia 10” działało od lutego do grudnia 1946 r. 37 członków WiN. Rada Zrzeszenia Wolność i Niezawisłość Powiatu Bocheńskiego: kierownik rady – Feliks Kornaś „Lis”, zastępca kierownika – Piotr Włosek „Gołębiowski”, kierownik informacji i propagandy – Józef Lasak „Grabowski”, kierownik wywiadu i łączności – Józef Strzałka „Kora”, wsparcie – Stanisław Żaba. Zrzeszenie WiN w Bochni rozbił komunistyczny aparat bezpieczeństwa UB. Aresztowane kierownictwo Rady Zrzeszenia poddano brutalnemu śledztwu. Członków Rady komunistyczny sąd wojskowy skazał na wieloletnie więzienie. Byli inwigilowani do 1989 r.

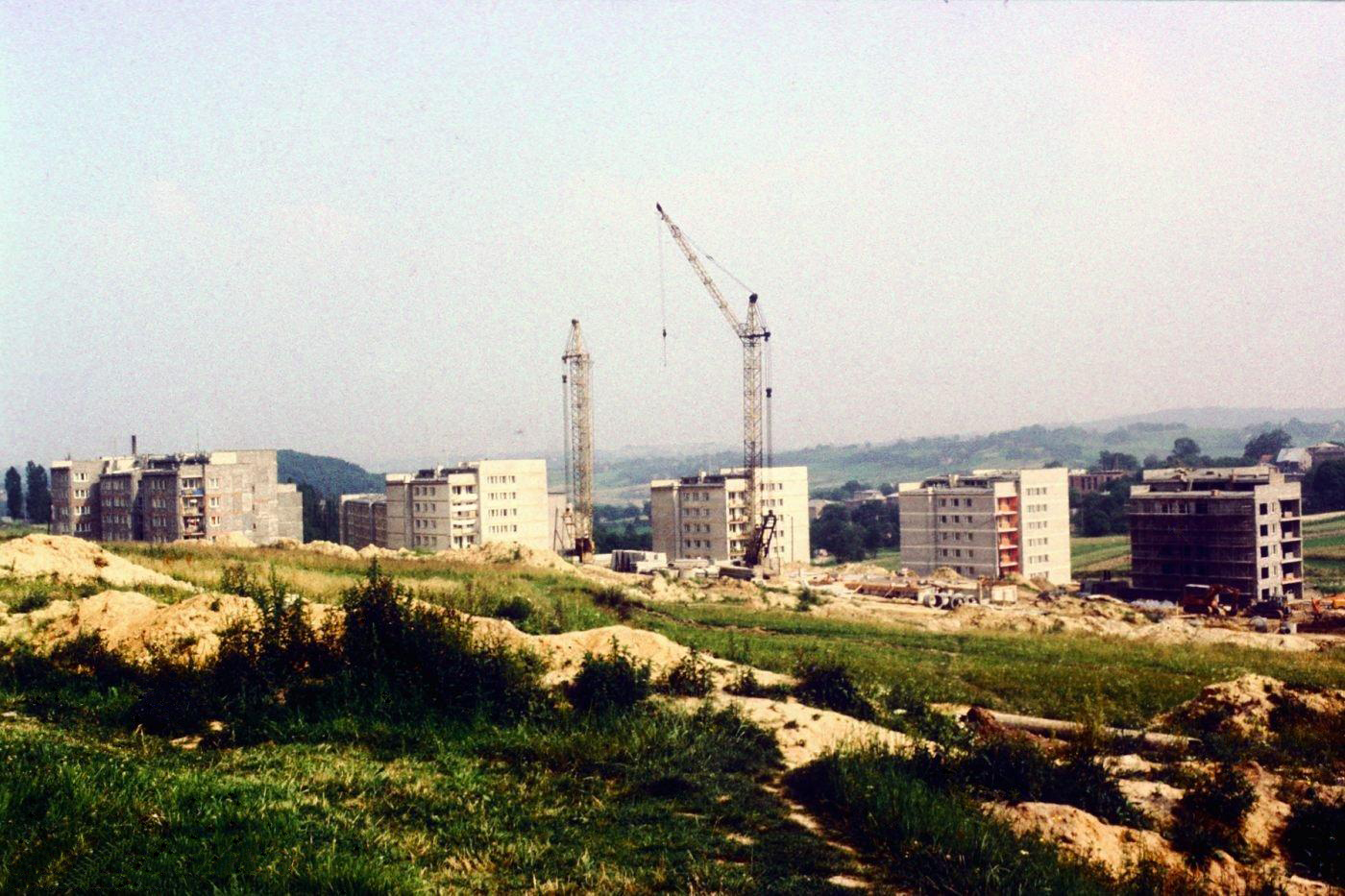
Budowa osiedla XXX-lecia (obecnie ul. Jakubowskiego)

Lata powojenne były okresem stopniowego rozwoju miasta. W 1973 r. włączono do granic miasta okoliczne wsie: Kolanów, Chodenice, Dołuszyce, Kurów i części Brzeźnicy, Krzeczowa, Gorzkowa, Słomki i Krzyżanowic. Zmiany w podziale administracyjnym w 1975 zlikwidowały powiat bocheński, a miasto przeszło z województwa krakowskiego do nowo utworzonego województwa tarnowskiego. Powstały nowe osiedla – z największym Osiedlem Niepodległości na czele. W 1984 zbudowano obwodnicę miasta (trasa E 40). Powstały dwa nowe kościoły: pod wezwaniem św. Pawła (na Wzgórzu Kolanowskim) oraz św. Jana Nepomucena w pobliżu Osiedla św. Jana.

### Po roku 1989
W 1999 r. przywrócono powiat bocheński. Rozbudowano sieci elektryczne, kanalizacyjne, wodociągowe. Powstało wiele zakładów przemysłowych. W Kopalni Soli wstrzymano wydobycie. Kopalnię przekształcono w uzdrowisko i atrakcję turystyczną. Obecnie działają trzy szyby – Campi, Sutoris i Trinitatis.
W czerwcu 1999 r. na zaproszenie burmistrza Wojciecha Cholewy, Ewa Demarczyk przeniosła do Bochni swój teatr. Artystka razem z zespołem kontynuowała działalność w budynku dawnego przedszkola przy ul. Sienkiewicza. Rok później władze miasta w ramach „Dni Bochni” zorganizowały cykl imprez „Ewa Demarczyk zaprasza do Bochni”. Artystce został nadany tytuł „Honorowego Ambasadora Bochni”.

## Zabytki

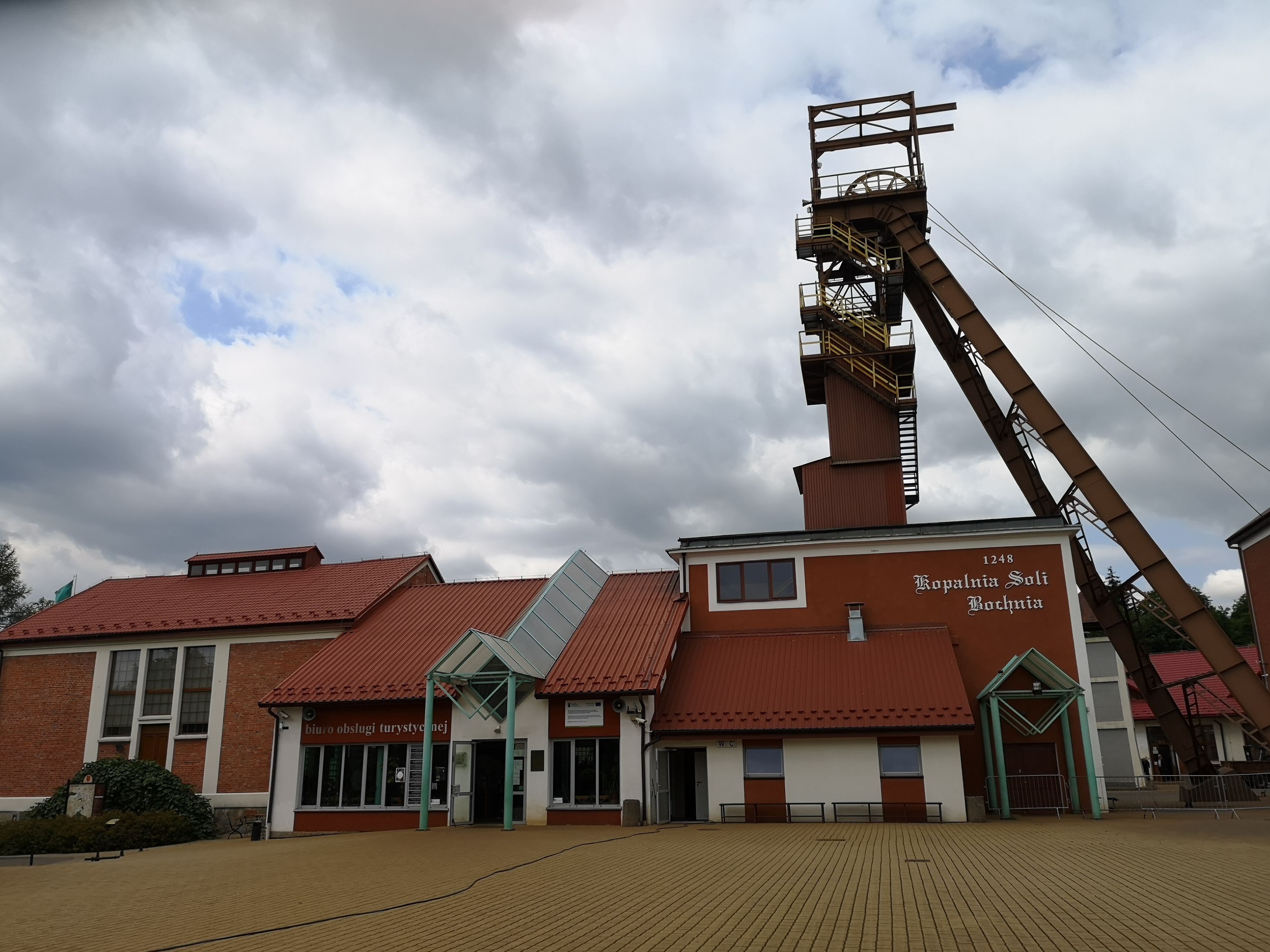
Kopalnia Soli w Bochni, szyb Campi

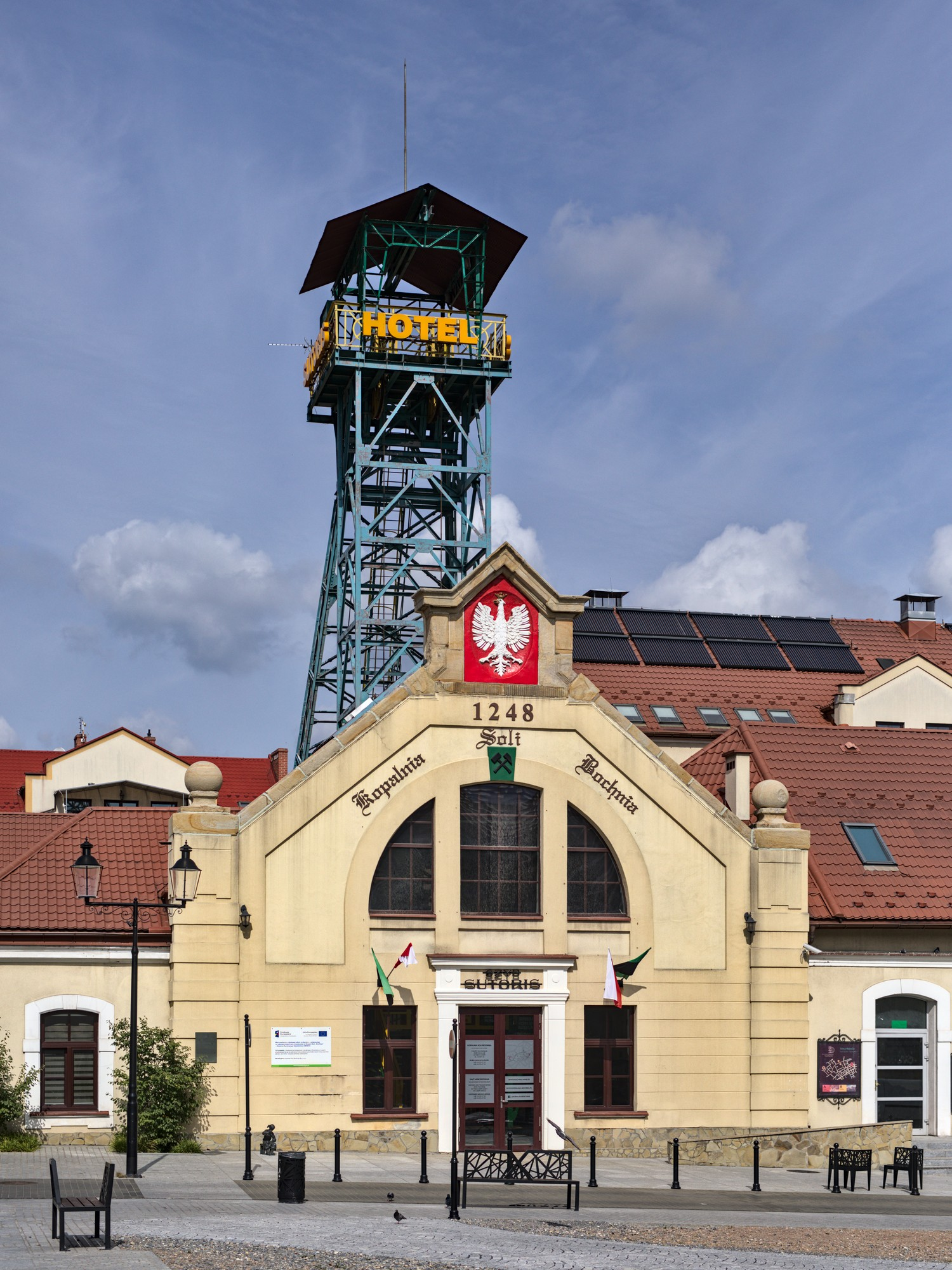
Kopalnia soli w Bochni – szyb Sutoris

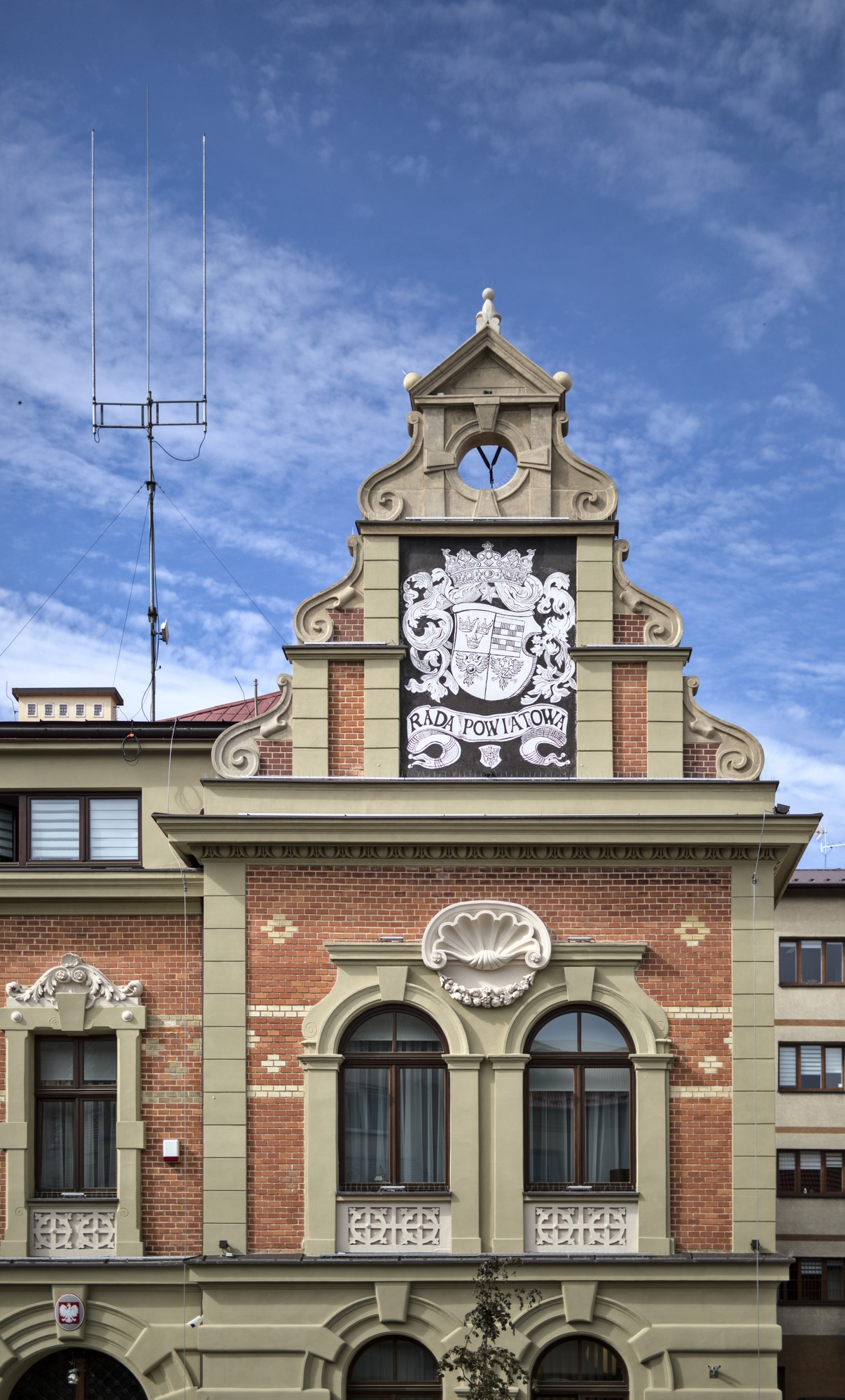
Fragment budynku starostwa powiatowego w Bochni

Budynek dawnej synagogi przy ul. Floris

Do wojewódzkiego rejestru zabytków wpisane są:
- układ urbanistyczny – (nr rej.: A-244 z 12.05.1983) pozostaje niezmieniony od XIII wieku, Rynek jest centralnym elementem średniowiecznego układu szachownicowego, wybiega zeń 9 ulic
- bazylika kolegiacka pw. św. Mikołaja – (nr rej.: A-61 z 22.11.1968) gotycki kościół parafialny wybudowany w 1. poł. XV wieku, a następnie odbudowany po pożarach z lat 1447, ok. 1485 i 1655 z barokowym i rokokowym wyposażeniem wnętrza. Obok kościoła znajduje się drewniana dzwonnica z XVI w., odbudowana po pożarze z 1987 roku.
- dawny klasztor dominikanów, ob. muzeum, Rynek 20, poł. XVII w., k. XVIII w. – istniejące od XIV wieku kościół i klasztor dominikanów w Bochni przebudowano w okresie baroku, a następnie zlikwidowano w 1777 roku. Do dziś zachował się jedynie budynek klasztorny, obecnie pełniący funkcję muzeum miejskiego.
- kaplica „Na Murowiance” pw. MB Anielskiej, ul. Brzeźnicka (nr rej.: A-424 z 01.10.1998), zbudowana w latach 1854–1856, z późniejszymi rozbudowami. Fundacja braci Michała, Wincentego i Tomasza Łosików.
- kaplica, otoczenie, stary dąb, ul. Sądecka, A-424 z 30.11.1974(Tar)
- kaplica cmentarna pw. św. Stanisława Biskupa, [A-1473/M] z 25.05.2017, zbudowana w 1901 r. przez kupca Antoniego Rojkowskiego na miejscu poprzedniej, drewnianej – fundacji Karola i Joanny Dębskich (przeł. XVIII i XIX w.). Po obu stronach wejścia postaci świętych namalowane przez Antoniego Gabrysiaka i Ewę Buczyńską. Wewnątrz ołtarz rokokowy z 2. poł. XVIII w. z rzeźbą Matki Boskiej z Dzieciątkiem, na półksiężycu (XVII w). Obok kaplicy wspaniała, stara lipa – pomnik przyrody.
- cmentarz żydowski, ul. Dębcza, 1872 (nr rej.: A-326 z 13.12.1989), znajduje się na północnym stoku wzgórza Krzęczków. Założony został w 1872 r. Na cmentarzu spoczywa wiele znamienitych osób m.in. rabin Aszer Majer Halberstam.
- cmentarz komunalny, ul. Oracka (nr rej.: A-217 z 30.05.1980), należy do najstarszych pozamiejskich cmentarzy na ziemiach polskich. Powstał wcześniej niż wielkie nekropolie narodowe – warszawskie Powązki (1802), a w tym samym roku co słynny lwowski cmentarz na Łyczakowie. Cmentarz otwarto 5 XI 1787 r.
- grobowiec rodziny Górskich w kwaterze I, 1883
- cmentarz wojenny nr 313
- cmentarz wojenny nr 314
- budynek zwany „Zamkiem Żupnym”, [A-1470/M] z 08.03.2017
- obszar d. żupy solnej, A-218 z 31.05.1980 (Tar).
- kopalnia soli (najstarsza część) – czynna w latach 1251–1990, ob. udostępniona dla zwiedzających. W 2013 roku wpisana na listę Światowego Dziedzictwa UNESCO.
- park salinarny, A-247 z 07.11.1984 (Tar)
- dom, ul. Bernardyńska 11, XIX w. (nr rej. A-101/27/60 z 09.04.1960), murowany, zbudowany w końcu XVIII w., z łamanym, czterospadowym dachem, stanowi doskonałą ilustrację, jak wówczas mogła wyglądać zabudowa miasta.
- d. poczta, ul. Kazimierza Wielkiego 20-22, 1 poł. XIX w.
- dom ul. Kazimierza Wielkiego 21, A-393 z 17.06.1996 (Tar)
- d. starostwo, ul. Kazimierza Wielkiego 31/33, 1893–1907, 1960 – budynek autorstwa Władysława Ekielskiego w stylu neomanierystycznym.
- dom, ul. Konstytucji 3 Maja 3, 1895 – (nr rej.: A-123 z 06.04.1977), willa wzniesiona w 1895 r. przez lekarza powiatowego Mieczysława Dembowskiego według projektu Teodora Talowskiego (1857-1910). Należy do najciekawszych realizacji tego wybitnego architekta, prekursora neoromantyzmu w polskiej architekturze. Jest zarazem znakomitym przykładem historyzmu w skali krajowej. Obecnie siedziba Archiwum Państwowego.
- dom, ul. Kościuszki 4, pocz. XIX w.
- dworek, ul. Oracka 1, XIX w.
- Bochnia, gm. Bochnia – „Willa pod Orłem”, ul. Oracka 7, [A-1485/M] z 05.11.2019
- dworek, drewn., ul. Oracka 27, 27 A (d.13), XIX w.
- waga miejska, ob. dom mieszkalny, Rynek 2, XVII w. (nr rej.: A-232 z 11.11.1980) i nr 3. Obecnie siedziba Stowarzyszenia Bochniaków i Miłośników Ziemi Bocheńskiej.
- dom, Rynek 3 (A-241 z 09.02.1982)
- dom, Rynek 8 (d.7), XVIII/XIX w.
- kamienica, Rynek 9 / Wolnica, poł. XIX w., pocz. XX w., nr rej.: A-379 z 6.07.1994 (Tar), największy budynek przy Rynku, czteroskrzydłowy z obszernym dziedzińcem wewnętrznym. Zbudowany w 2. poł. XIX w. na miejscu wcześniejszego, parterowego i piętrowej kamienicy w narożniku placu bł. Kingi. W narożniku fasady głównej rzeźba przedstawiająca Białego Orła z rozpostartymi skrzydłami.
- dom, Rynek 13, k. XVIII w.
- dom, Rynek 14, 1 poł. XIX w.
- dom, Rynek 17, XVII w., XIX w.
- dom ul. Solna 3, A-359 z 30.08.1993 (Tar), w budynku tym od połowy XIX wieku mieścił się C. K. Notariat. Pierwotny wygląd domu, wybudowanego w I połowie XIX w. uległ kilku zmianom. Po 1945 roku mieszkał w nim wybitny prozaik, dramaturg i poeta Ireneusz Iredyński.

inne zabytki:
- pomnik Kazimierza Wielkiego z 1871 r.
- dworzec kolejowy – pierwotnie wybudowany w 1855 roku, w latach 1904–1906 przebudowany w stylu wiedeńskiej secesji.
- synagoga z 1939 r.

## Struktura powierzchni
Bochnia zajmuje obszar 29,89 km² (2002), w tym:
- użytki rolne: 59%
- użytki leśne: 8%

Miasto stanowi 4,73% powierzchni powiatu.

## Demografia

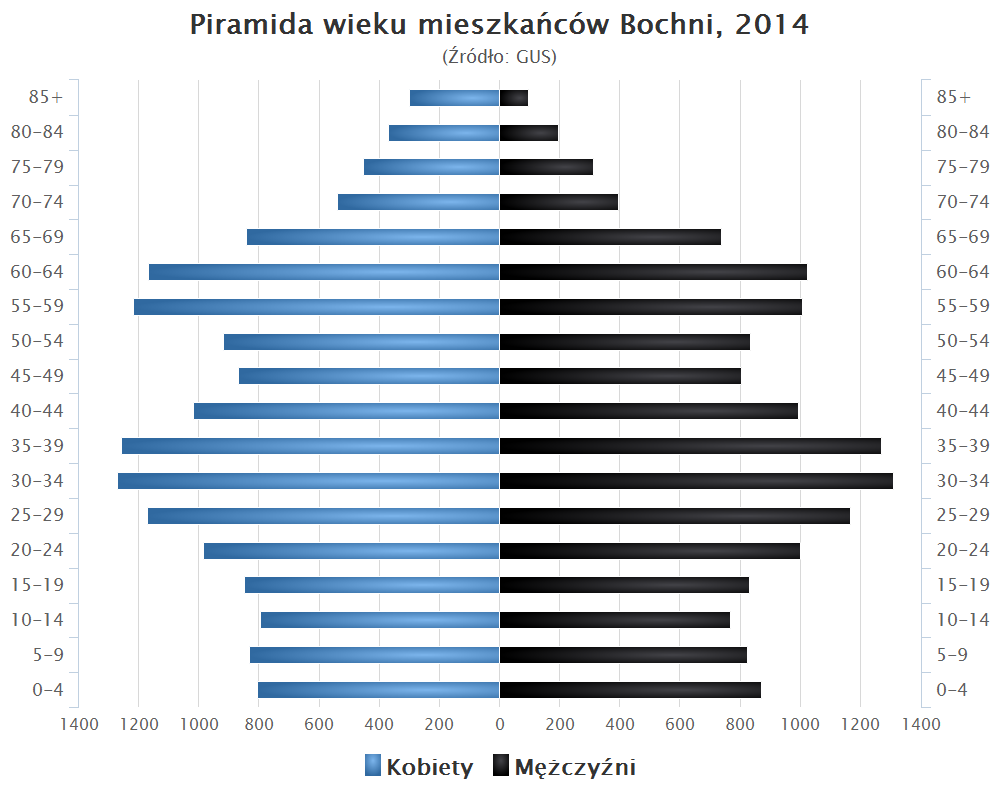
Piramida wieku mieszkańców Bochni w 2014 roku.

Dane z 31 marca 2014:
| Opis                              | Ogółem | Ogółem | Kobiety | Kobiety | Mężczyźni | Mężczyźni |
| --------------------------------- | ------ | ------ | ------- | ------- | --------- | --------- |
| Jednostka                         | osób   | %      | osób    | %       | osób      | %         |
| Populacja                         | 30 176 | 100    | 15 688  | 52      | 14 488    | 48        |
| Gęstość zaludnienia [mieszk./km²] | 1009   | 1009   | 525     | 525     | 484       | 484       |

## Administracja
Ustrój
Bochnia jest gminą miejską. Organem stanowiącym i kontrolnym miejskiego samorządu jest rada miasta. Organem wykonawczym samorządu miasta jest burmistrz.
Symbole
Herb przedstawia trzy narzędzia górnicze, w kolorze złotym, ustawione w słup. Flaga ma kształt prostokątny składający się z trzech poziomych pasów o równej szerokości, z których skrajne są koloru czerwonego a środkowy żółtego.
Rada miejska
W radzie miasta zasiada 21 radnych. W kadencji 2014–2018 w radzie funkcjonowały początkowo cztery, później pięć klubów. Najliczniejszy klub tworzyło 9 radnych Prawa i Sprawiedliwości. Przewodniczącym Rady Miejskiej w Bochni był Jan Balicki
W kadencji 2018–2023 w radzie funkcjonują kluby: Prawo i Sprawiedliwość – 11 radnych, Bochniacy dla Bochni – 7, Bocheńska Wspólnota Samorządowa – 3.
Młodzieżowa Rada Miasta
29 grudnia 2015 roku powołano Młodzieżową Radę Miasta. W kwietniu 2017 roku zorganizowano wybory w szkołach średnich i gimnazjalnych. Frekwencja wyniosła 23,8%. 9 maja 2017 roku rada zainaugurowała swoją działalność. W jej skład weszło 15 uczniów.

### Podział administracyjny

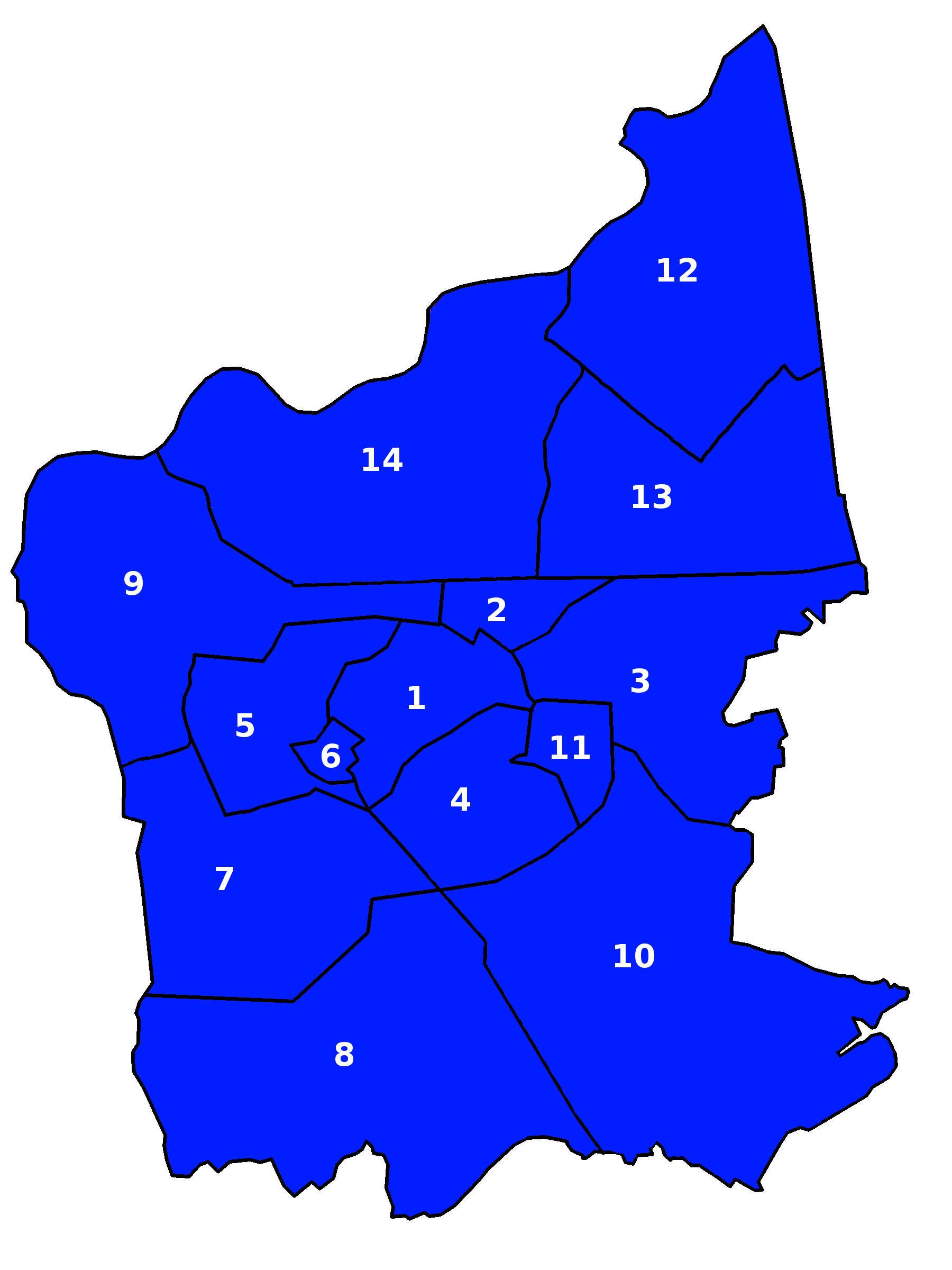
Osiedla Bochni

Bochnia podzielona jest na 14 osiedli. Zgodnie z ustawą o samorządzie gminnym stanowią jednostki pomocnicze gminy. W obecnej kadencji działa 14 rad osiedli.
Podział miasta na osiedla:
- Osiedle nr 1 Śródmieście-Campi
- Osiedle nr 2 Słoneczne
- Osiedle nr 3 Krzęczków-Łychów
- Osiedle nr 4 Uzbornia
- Osiedle nr 5 Niepodległości
- Osiedle nr 6 Windakiewicza
- Osiedle nr 7 Kolanów
- Osiedle nr 8 Dołuszyce
- Osiedle nr 9 Chodenice
- Osiedle nr 10 Kurów
- Osiedle nr 11 św. Jana-Murowianka
- Osiedle nr 12 Smyków
- Osiedle nr 13 Karolina-Krzeczowska
- Osiedle nr 14 Proszowskie

## Gospodarka

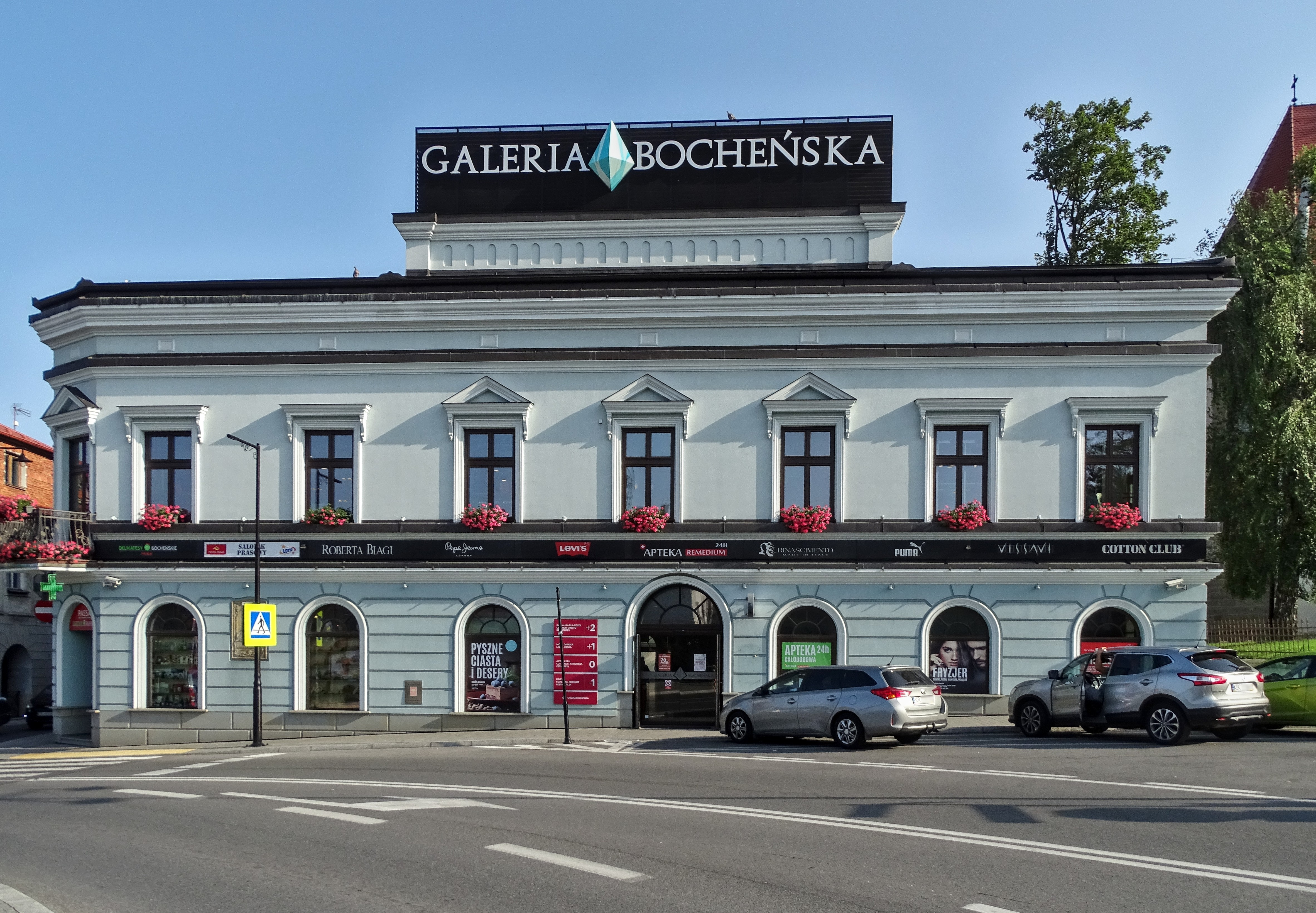
Kamienica przy pl. św. Kingi – obecnie galeria handlowa

### Przemysł
Na terenie miasta funkcjonuje około 30 dużych zakładów pracy m.in. Stalprodukt, Okręgowa Spółdzielnia Mleczarska, Contimax. W 2014 roku otwarto Bocheńską Strefę Aktywności Gospodarczej, w której mieści się wiele firm. Stopa bezrobocia w 2016 roku wyniosła 6,9%.

### Handel
W mieście są dwie galerie handlowe, dwa targowiska, kilka domów handlowych oraz liczne supermarkety.

### Usługi
Na terenie miasta Bochnia, działalność prowadzi ponad 1000 firm z sektora usług. Prym wiodą firmy budowlane i specjalistyczne korzystające z bliskości Krakowa czy Tarnowa.

## Transport

### Transport drogowy

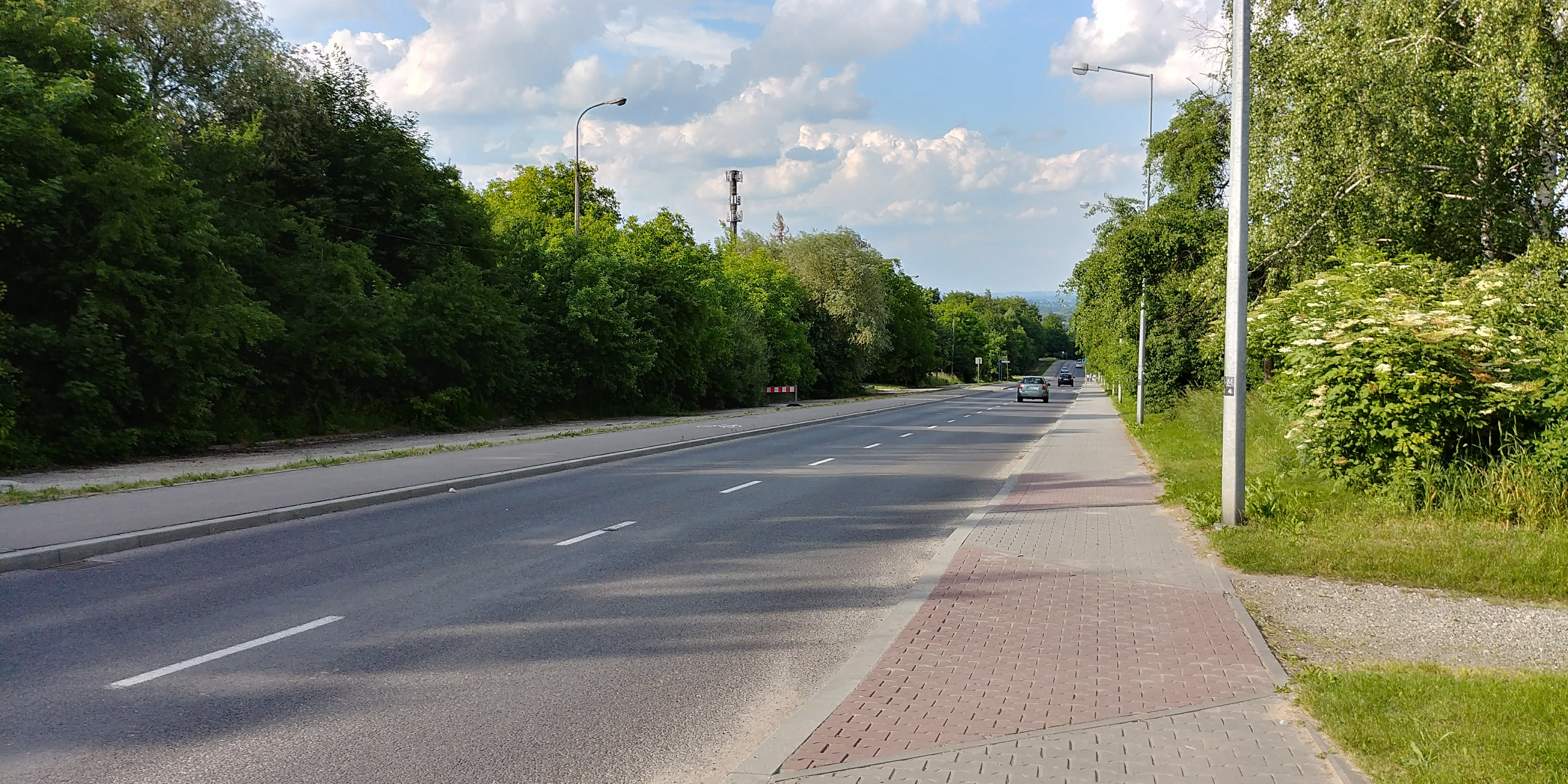
Droga KN2 – w centralnej części zdjęcia widoczny jest komin ciepłowni miejskiej (MPEC)

Na terenie miasta znajduje się 116,2 km dróg w tym autostrada (1,1 km), drogi krajowe (5,6 km), wojewódzkie (6,5 km), powiatowe (17,1 km) oraz gminne (85,9 km). 29 listopada 2012 otwarta została autostrada A4, przebiegająca północną częścią miasta, połączona z nim węzłem Bochnia. Południową obwodnicą miasta przebiegają drogi krajowe nr 94 i 75. Południkowo miasto przecina droga wojewódzka nr 965, połączona z drogą krajową Węzłem Wiśnickim. Obwodnica miasta powstała w 1984 po prawie 10 latach budowy. Była ona niezbędna ze względu na nadmierny ruch w centrum miasta. Obwodnica północno-zachodnia łączy Osiedle Niepodległości z przemysłową częścią miasta (podzielona na 3 odcinki: ul. Rotmistrza Pileckiego, ul. Ofiar Katynia oraz ul. Solidarności. Lokalnie używana jest nazwa KN-2).

### Kolej

Dworzec kolejowy w Bochni

W Bochni znajduje się stacja kolejowa, przez którą przebiega linia kolejowa 91 (Kraków Główny – Medyka). Linia powstała w 1856 jako część Kolei Galicyjskiej im. Karola Ludwika. Dworzec kolejowy został odremontowany i oddany do użytku w I kwartale 2012. Istnieją jeszcze bocznica kolejowa do zakładu Stalprodukt oraz bocznica do rozładunku cystern z gazem. Dawniej istniała też bocznica do szybu Campi kopalni soli, jej pozostałości znajdują się w asfalcie ul. Karosek i Wodociągowej.
Z Bochni można dotrzeć pociągiem bezpośrednio do Przemyśla, Tarnowa, Nowego Sącza, Krakowa, Krynicy, Warszawy, Szczecina, Kołobrzegu, Berlina, Lwowa i Kijowa.

### Transport miejski

Węzeł na ul. Wiśnickiej

Od 1 stycznia 2010 komunikację miejską w Bochni obsługuje Bocheński Zakład Komunikacji (BZK), dysponujący siedmioma autobusami kursującymi na czterech liniach: 1, 3, 5a, 9, pokrywających się częściowo z trasami Rejonowego Przedsiębiorstwa Komunikacyjnego, które istnieje od 1993 roku. Obecnie obsługuje ono linie wykraczające poza granice miasta (2, 3, 4, 6, 7, 10, 12, 13, 15). Tereny Bochni obsługuje również wiele prywatnych firm.

### Transport lotniczy
W marcu 2013 otwarto lądowisko sanitarne przy ul. Krakowskiej 31.

## Bezpieczeństwo publiczne

### Opieka zdrowotna
W mieście funkcjonuje Szpital Powiatowy im. Marty Wieckiej. Oprócz tego, mieści się tu wiele przychodni lekarskich publicznych i prywatnych.

### Pożarnictwo

Komenda PSP

Bochnia jest siedzibą Komendy Powiatowej Państwowej Straży Pożarnej. Na terenie miasta są również jednostki OSP ulokowane na terenach dawnych wsi, włączonych w 1973 roku w granice miasta:
- OSP Chodenice
- OSP Kolanów
- OSP Dołuszyce

### Policja i Straż Miejska
W Bochni znajdują się Powiatowa Komenda Policji oraz Straż Miejska.

### Wymiar sprawiedliwości

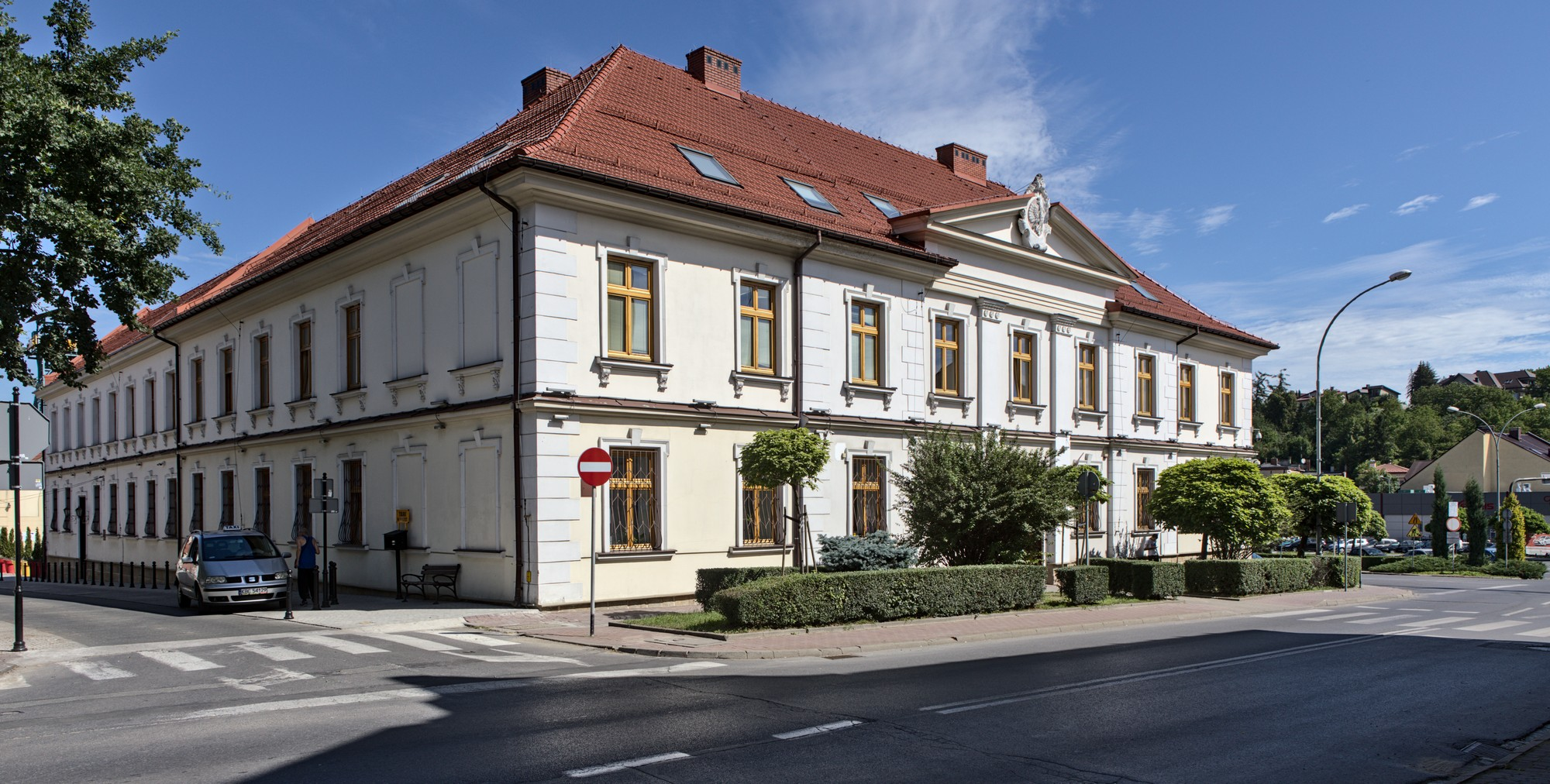
Budynek Sądu Rejonowego w Bochni

W Bochni siedziby mają:
- Prokuratura Rejonowa
- Sąd Rejonowy

## Edukacja

Szkoła Podstawowa nr 1

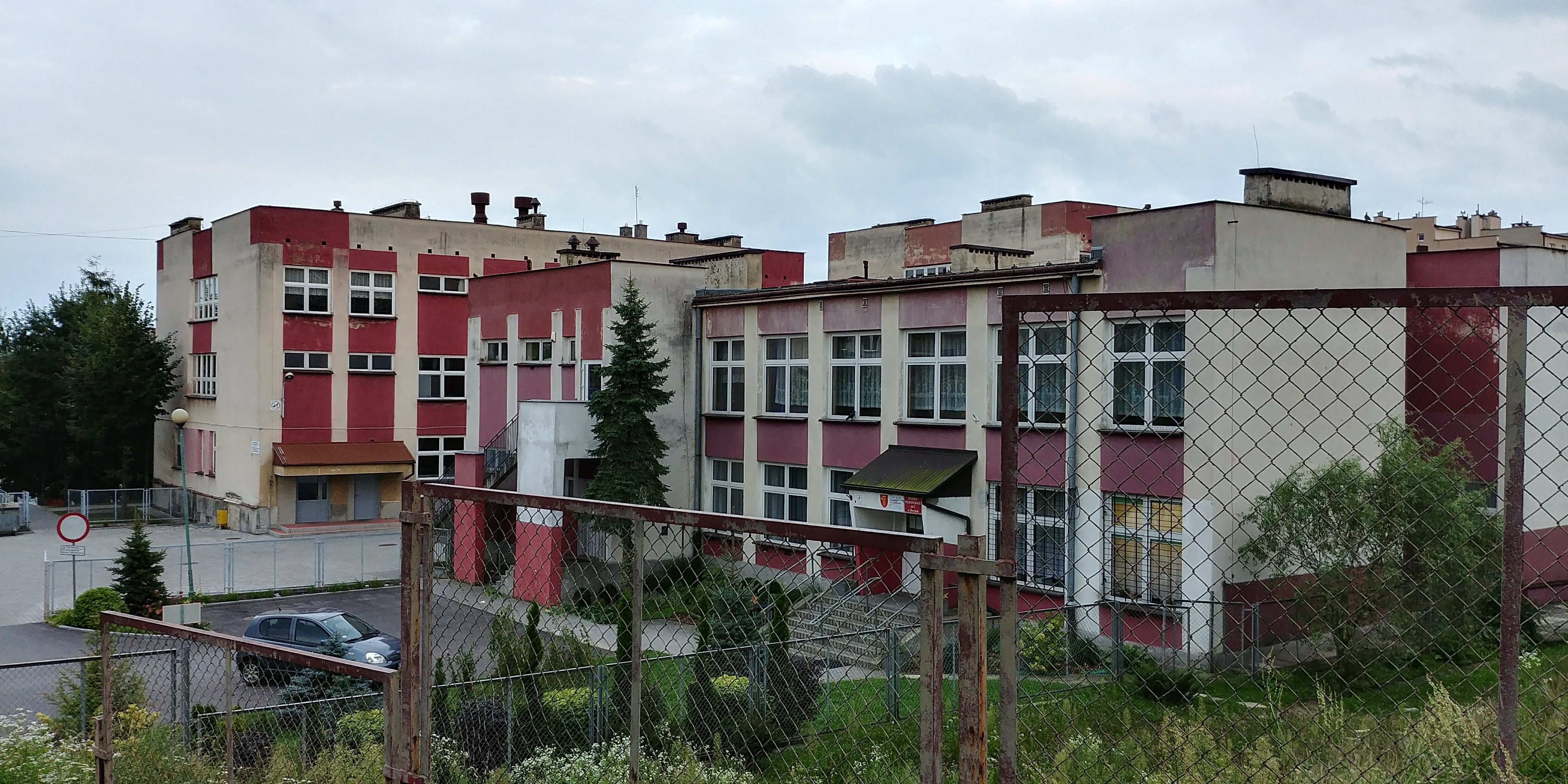
Miejskie przedszkole nr 1

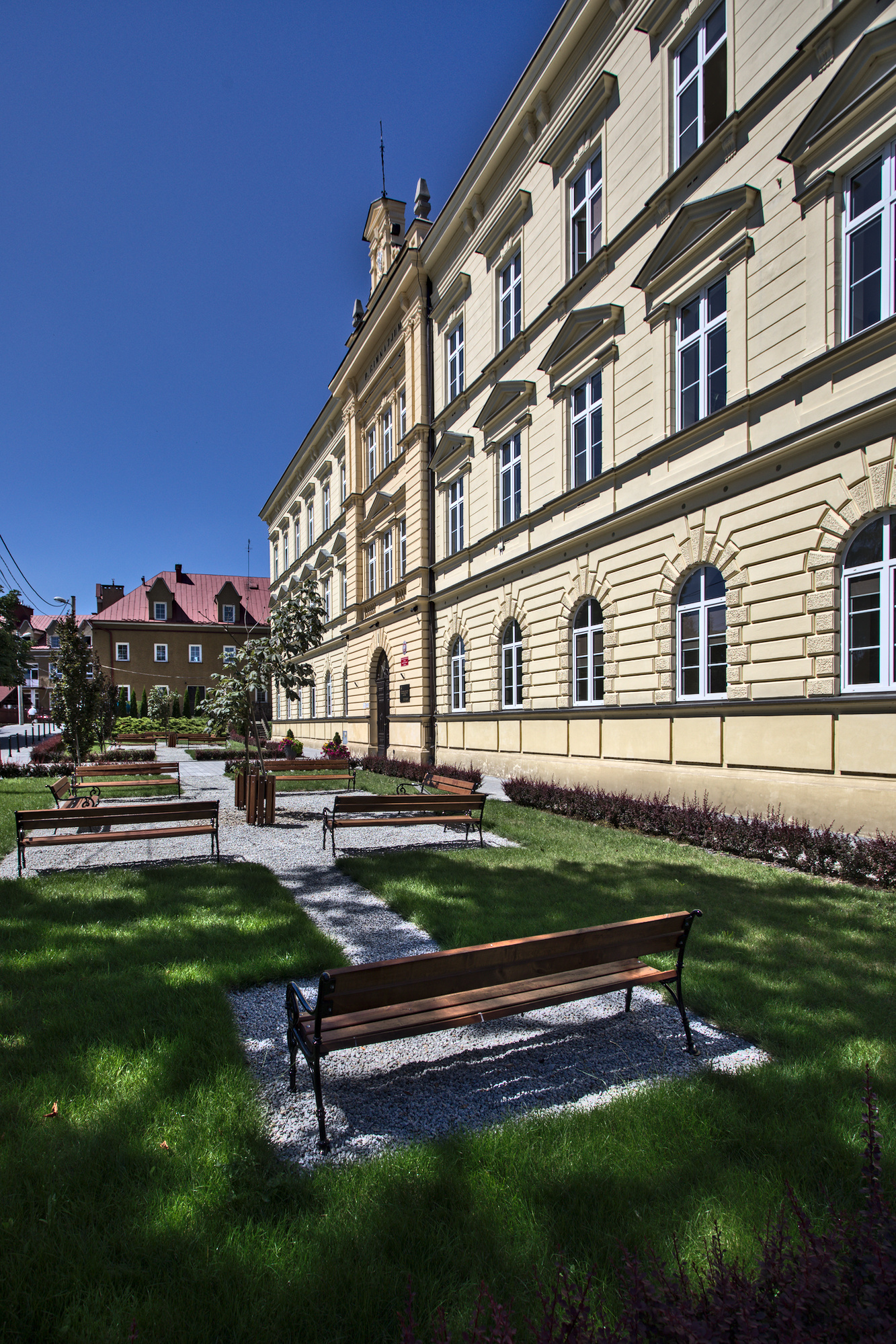
I Liceum Ogólnokształcące

### Przedszkola
- Miejskie Przedszkole nr 1
- Miejskie Przedszkole nr 2
- Miejskie Przedszkole nr 3
- Miejskie Przedszkole nr 4
- Miejskie Przedszkole nr 5
- Miejskie Przedszkole nr 6
- Domowe Przedszkole
- Niepubliczne Przedszkole „Mały Odkrywca”
- Niepubliczne Przedszkole „Mali Einsteini”
- Niepubliczne Przedszkole „Migdałowe Przedszkole”
- Ochronka Parafii św. Pawła Apostoła Niepubliczne Przedszkole
- Ochronka zgromadzenia Sióstr Służebniczek BDNP Niepubliczne Przedszkole
- Przedszkole Specjalne dla dzieci z upośledzeniem w stopniach umiarkowanym, znacznym, oraz z niepełnosprawnościami sprzężonymi i z autyzmem w Specjalnym Ośrodku Szkolno-Wychowawczym

### Szkoły Podstawowe
- Szkoła Podstawowa nr 1
- Szkoła Podstawowa nr 2
- Szkoła Podstawowa nr 4
- Szkoła Podstawowa nr 5
- Szkoła Podstawowa nr 7
- Szkoła Podstawowa w Specjalnym Ośrodku Szkolno-Wychowawczym

### Szkoły ponadpodstawowe
- Licea
  - I Liceum Ogólnokształcące
  - II Liceum Ogólnokształcące
  - III Liceum Ogólnokształcące w Zespole Szkół nr 2
  - IV Liceum Ogólnokształcące w Zespole Szkół nr 1
  - Liceum Ogólnokształcące dla Dorosłych w Zespole Szkół nr 3
  - Niepubliczne Liceum Ogólnokształcące dla Dorosłych
  - Liceum Ogólnokształcące dla Dorosłych SIGMA

- Technika
  - Technikum nr 1 w Zespole Szkół nr 2
  - Technikum nr 2 w Zespole Szkół nr 1
  - Technikum nr 3 w Zespole Szkół nr 3

- Szkoły Branżowe
  - Szkoła Branżowa I stopnia w Zespole Szkół nr 1
  - Szkoła Branżowa I stopnia w Zespole Szkół nr 2
  - Szkoła Branżowa I stopnia w Zespole Szkół nr 3
  - Szkoła Branżowa I stopnia w Specjalnym Ośrodku Szkolno-Wychowawczym

- Bursa Szkolnictwa Ponadgimnazjalnego

### Szkoły policealne
- Szkoła Policealna Pracowników Służb Medycznych i Społecznych dla Dorosłych
- Szkoła Policealna Pracowników Służb Medycznych i Społecznych dla Młodzieży
- Medyczna Szkoła Policealna
- Niepubliczna Policealna Szkoła Zawodowa
- Policealna Szkoła Zawodowa SIGMA
- Roczna Policealna Szkoła Zawodowa SIGMA

### Szkoły wyższe
- Wydział Zamiejscowy Staropolskiej Akademii Nauk Stosowanych

### Szkoły muzyczne
- Państwowa Szkoła Muzyczna I stopnia
- Państwowa Szkoła Muzyczna II stopnia

## Kultura i sztuka

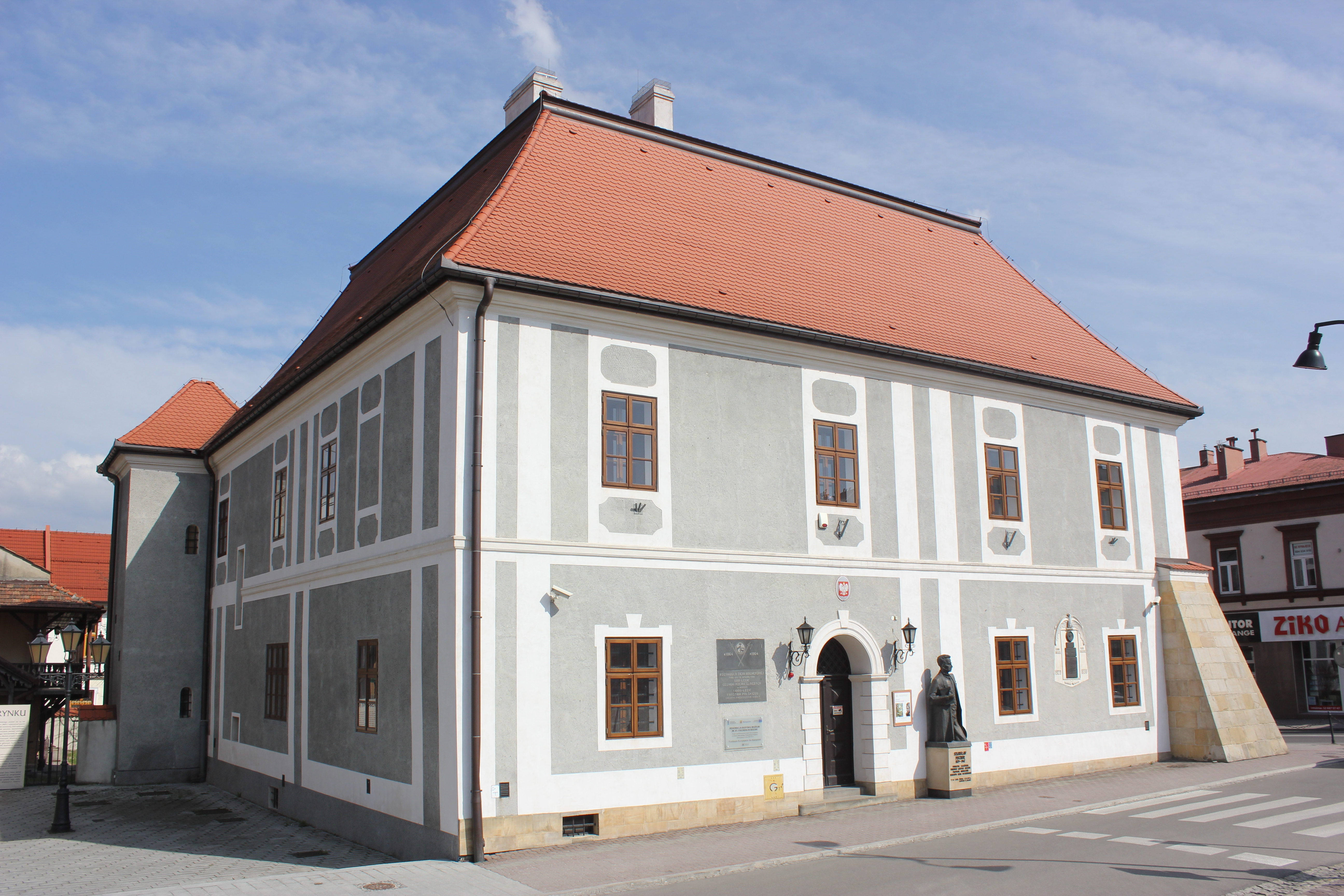
Muzeum im. Stanisława Fischera

### Muzea
- Muzeum im. Stanisława Fischera
- Muzeum Motyli Arthropoda

### Biblioteka
Powiatowa i Miejska Biblioteka Publiczna im. Jana Wiktora spełnia rolę w życiu kulturalnym miasta. Osiągane przez nią wyniki czytelnicze należą do najwyższych w województwie małopolskim. Ze 140-tysięcznego księgozbioru zawierającego klasykę polską, obcą, literaturę młodzieżową, lektury, opracowania literackie, nowości wydawnicze oraz ponad 11 tys. książek mówionych, 2 tys. płyt, nieomal 1 tys. kaset video, korzysta ponad 15 tys. czytelników. Czytelnia naukowa z bogatym, aktualnym księgozbiorem podręcznym i 78 tytułami prasy udostępnia rocznie ponad 60 tys. książek. Posiada ona 6 filii działających na terenie miasta:
- Filia nr 1 ul. Wojska Polskiego 1
- Filia nr 2 ul. Chodenicka 57
- Filia nr 3 ul. Rydla 8
- Filia nr 4 ul. Brzeźnicka 19
- Filia nr 5 ul. Krakowska 31

Biblioteka miejska

- Filia nr 6 ul. Legionów Polskich 20

### Miejski Dom Kultury
MDK prowadzi działalność z zakresu wychowania, edukacji i upowszechniania kultury w mieście. Skupia dzieci, młodzież oraz dorosłych w 24 sekcjach tematycznych. Prowadzone są w nim m.in.: zajęcia baletu, form nowoczesnych euro dance, break dance, działają klub tańca towarzyskiego, klub seniora, klub fantastyki oraz sekcje: plastyczna, modelarstwa lotniczego, brydża sportowego, szachowa, teatralna. Prowadzone są kurs wokalno-aktorski, dziecięcy zespół wokalno-taneczny, teatrzyk lalkowy oraz nauka gry na gitarze i perkusji. W bocheńskim kinie Regis w Miejskim Domu Kultury działa Dyskusyjny Klub Filmowy „Maciste”. Klub był nominowany do Nagród Polskiego Instytutu Sztuki Filmowej w kategorii „Dyskusyjny Klub Filmowy w roku 2010”.

### Kina

Kino Regis

- Kino Regis

### Zespoły Muzyczne
- Chłopięcy Chór Pueri Cantores Sancti Nicolai, działający przy bazylice św. Mikołaja, założony w 1987 przez ks. Stanisława Adamczyka, laureata nagrody im. Jerzego Kurczewskiego, który oprócz funkcji dyrygenta chóru, prowadzi również emisję głosu, a z którym współpracują: Bożena Wojciechowska (II dyrygent chóru), Krzysztof Kościółek (akompaniator), Marcin Skoczek (II akompaniator) oraz Agnieszka Skoczek (emisja głosu). Chór zwyciężył już w dwunastu ogólnopolskich konkursach i festiwalach, w tym laureat Złotej Lutni na Ogólnopolskim Turnieju Chórów Legnica Cantat (1999); laureat Bursztynowej Aureoli oraz Złotego Dyplomu – dwóch głównych nagród na Międzynarodowym Festiwalu Muzyki Chóralnej w Międzyzdrojach (2001); laureat I miejsca na Festiwalu Pieśni Chóralnej „Kolędy i Pastorałki” w Myślenicach (2006); IV miejsce w kategorii chórów mieszanych na XLVII Międzynarodowym Konkursie Polifonicznym Guido D’Arezzo we Włoszech (1999); III miejsce w kategorii chórów mieszanych na XX Międzynarodowym Festiwalu Muzycznym w Cantonigros odbywającym się w Katalonii (2002); IV miejsce w kategorii chórów mieszanych na XXIV Międzynarodowym Festiwalu Muzycznym w Cantonigros (2006); III miejsce na VIII Europejskim Konkursie we Francji (2008); I miejsce na VIII Europejskim Festiwalu „Giuseppe Zelioli” odbywającym się w Lecco (2009); II miejsce na IX Europejskim Festiwalu „Giuseppe Zelioli” (2010); udział w LII międzynarodowym festiwalu muzyki sakralnej „Virgo Lauretana” odbywającym się w Loreto (2012).
- Dziewczęcy Chór Parafialny Puellae Sancti Pauli, działający przy parafii św. Pawła Apostoła, założony we wrześniu 1996 przez ks. Grzegorza Piekarza. Chór zajął II miejsce w konkursie kolęd zorganizowanym przez TV Kraków (1999) i II miejsce w konkursie kolęd i pastorałek w Myślenicach (2001). Na Ogólnopolskim Festiwalu Pieśni Religijnej „Cantate Deo” w Rzeszowie w 1999 r. zdobył wyróżnienie, w 2001 zajął II miejsce, a w 2003 I miejsce.
- Kwartet Smyczkowy „Arco” powstał w październiku 2000. Inicjatorem założenia zespołu był Krzysztof Krawczyk – wiolonczelista kwartetu. Głównym celem zespołu, którego członkowie mieszkają w Bochni, jest propagowanie przebojów muzyki poważnej. W składzie zespołu grają wyłącznie zawodowi muzycy, co wpływa na wysoki poziom artystyczny. Klasyczny skład kwartetu to: dwoje skrzypiec, altówka i wiolonczela.

### Organizacje harcerskie
W mieście działa Hufiec ZHP Bochnia im. gen. Jana Henryka Dąbrowskiego, który wchodzi w skład Chorągwi Krakowskiej ZHP. Jest hufcem miejsko-gminnym, obejmującym teren powiatu bocheńskiego tj.: miasto Bochnia, miasto Nowy Wiśnicz oraz gminy: Bochnia, Drwinia, Lipnica Murowana, Łapanów, Nowy Wiśnicz, Rzezawa, Trzciana i Żegocina.

### Wydarzenia cykliczne
- Dni Bochni
- Bochnia Rocks
- Planszówkowa Bochnia
- Bocheński Dzień Króla Kazimierza
- Czwartkowe Spotkania Muzealne
- Przegląd „Młode Talenty”
- Festiwal Piosenki „Integracja Malowana Dźwiękiem”
- Rajd Ziemi Bocheńskiej
- Bieg o pierścień św. Kingi
- Memoriałowy Bieg Majora Bacy
- Bocheński Dzień Tańca
- Weekend z Zabytkami Powiatu Bocheńskiego
- Bieg Papieski
- Memoriał Pływacki im. Jana Kota
- Bocheński Dzień św. Mikołaja
- Kino pod chmurką
- Ad Gloriam Deiparae – festiwal Pieśni Maryjnej od 16 lat organizowany w pierwszy weekend października przez parafię pw. Świętego Mikołaja, wpisał się na trwałe w kalendarz kulturalny miasta i pozyskał wierną publiczność. Obecnym dyrektorem festiwalu jest ks. Paweł Broński.

W Bochni tworzą artyści-plastycy: Józef Mularczyk, Kinga Kasprzyk-Cetnarowicz, Sławomir Jabłoński, Andrzej Szewczyk, Antoni „Tonik” Stompór, Ryszard Ciećkiewicz małżeństwo Lucyna i Andrzej Błasiak, rzeźbi w drewnie świątki artysta ludowy Stanisław Opaliński. Unikatowe szopki krakowskie tworzy Leszek Jaglarz.
W mieście działają również liczne stowarzyszenia kulturowe np. Stowarzyszenie Nowej Kultury, Bochnia Młodych.

## Media
W mieście działa kilka lokalnych gazet i portali internetowych.
Portale informacyjne:
- https://bochniazbliska.pl/
- https://bochnianin.pl/
- https://www.czasbochenski.pl/
- https://www.facebook.com/KulturalnaBochnia/

Gazety:
- Kronika Bocheńska
- Tygodnik Brzesko-Bochnia, dodatek Gazety Krakowskiej
- Wiadomości Bocheńskie – kwartalnik społeczno-kulturalny wydawany przez Stowarzyszenie Bochniaków i Miłośników Ziemi Bocheńskiej

Radio:
- Radio Eska Małopolska (106,8 FM) – dawniej Radio Eska Bochnia

Telewizja:
- mojaBochnia.pl – telewizja internetowa

## Sport

Stadion MOSiR

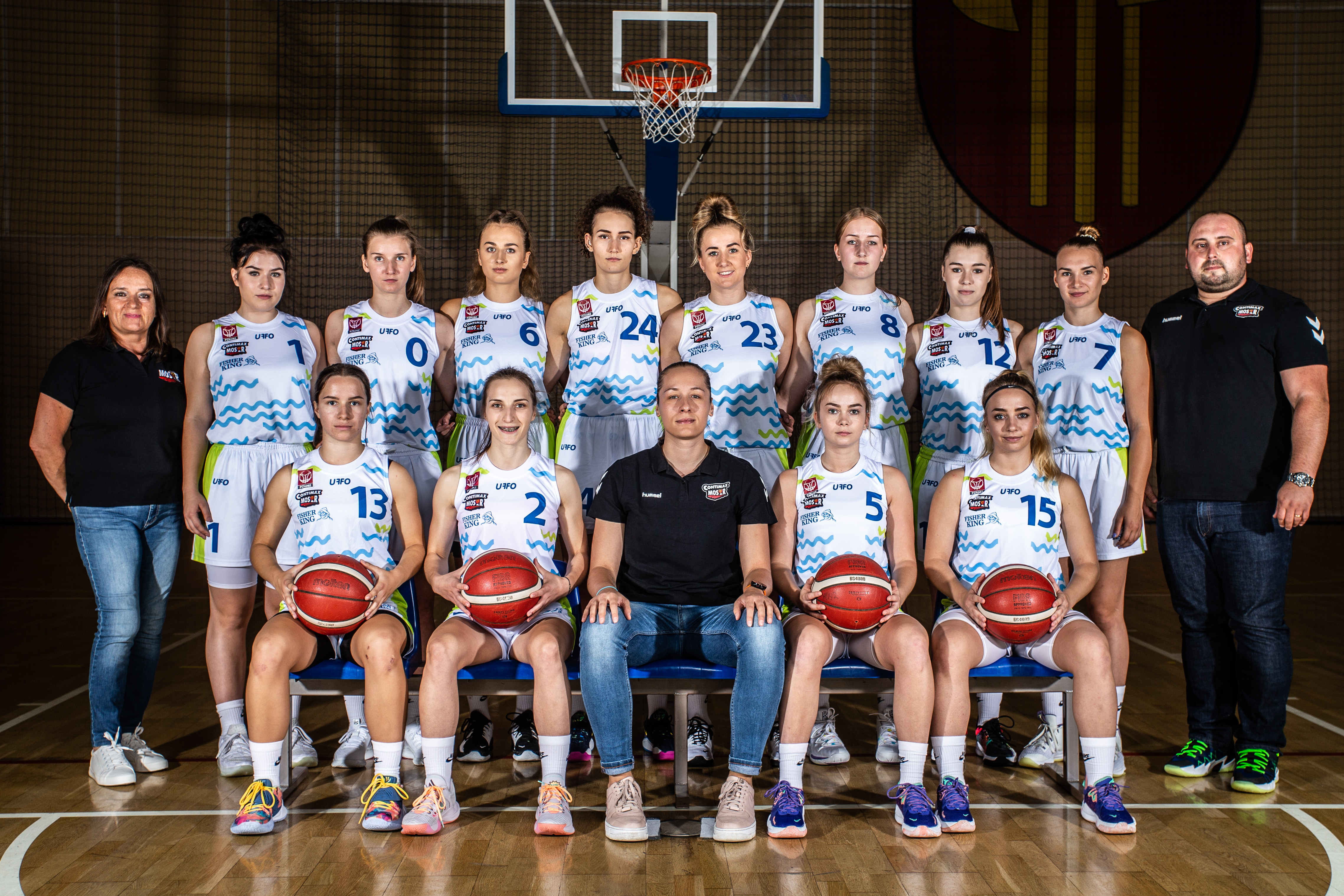
Drużyna Contimax MOSIR Bochnia w sezonie 2021/2022.

Od 1921 w Bochni działa Bocheński Klub Sportowy, który obecnie posiada dwie sekcje: piłki nożnej i piłki ręcznej. Piłkarze nożni grają w IV lidze małopolskiej, juniorzy występują w Małopolskiej Lidze Juniorów Starszych i Młodszych, która jest najwyższą klasą rozgrywkową dla tej kategorii wiekowej. Drużyna piłkarzy ręcznych występuje w I lidze. Ponadto działa Miejski Ośrodek Sportu i Rekreacji, jednostka budżetowa Urzędu Miasta Bochni. Zajęcia prowadzone przez MOSiR skierowane są głównie dla dzieci i młodzieży. Utworzono kilka sekcji:
- piłka nożna
- piłka ręczna
- koszykówka
- siatkówka
- judo
- aerobik
- siłownia
- grupa taneczna

Na terenie miasta są również Stadion MOSIR Bochnia, stadion MOS Strażak Chodenice, LZS „Smykowianka” oraz Hala Widowiskowo-Sportowa.
W 2012 roku w Bochni do życia zostało powołane Bocheńskie Stowarzyszenie Futsalu. Wśród największych sukcesów BSF-u są: czterokrotne zdobycie Młodzieżowego Mistrzostwa Polski (po dwa w kategoriach U-16 i U18), oraz awans zespołu seniorskiego do FOGO Futsal Ekstraklasy w sezonie 2021/22. Pod egidą BSF-u prowadzone były rozgrywki Bocheńskiej Ligi Futsalu.

## Wspólnoty wyznaniowe
Na terenie Bochni działalność religijną prowadzą następujące Kościoły i związki wyznaniowe:
- Kościół rzymskokatolicki:
  - parafia św. Mikołaja Biskupa
  - parafia św. Pawła Apostoła
  - parafia św. Jana Nepomucena
  - kościół św. Stanisława Kostki
- Kościół Chrześcijan Baptystów w RP:
  - placówka w Bochni, ul. Trudna 56[33]
- Kościół Zielonoświątkowy w RP:
  - placówka w Bochni podległa zborowi Kraków-Nowa Huta[34]
- Świadkowie Jehowy:
  - zbór Bochnia-Południe[35]
  - zbór Bochnia-Północ (Sala Królestwa ul. Proszowska 40D)[35]

## Sąsiednie gminy
gmina wiejska Bochnia, Nowy Wiśnicz, Rzezawa

## Miasta partnerskie
Miastami partnerskimi Bochni są:
- Bad Salzdetfurth, Niemcy – od 2001
- Kieżmark, Słowacja – od 1994
- Roselle, Stany Zjednoczone – od 2004

Bochnia współpracuje też z miastem  Borszczów, Ukraina (nie podpisano jednak umowy partnerskiej).